# Torrejón de Ardoz
Torrejón de Ardoz es un municipio y ciudad española de la Comunidad de Madrid. Su población es de 140 626 habitantes (INE 2024). Desde un punto de vista socioeconómico, Torrejón está dentro del Corredor del Henares y también se engloba en el área metropolitana de Madrid. Su rápido crecimiento durante el siglo XX conllevó que su casco urbano se haya desarrollado en paralelo a la autovía A-2 Madrid-Barcelona.
Tiene 32 km² de superficie y está situada en un estratégico enclave: a 19 km del centro de Madrid, cercano al aeropuerto de Madrid-Barajas, además de estar comunicado directamente con la A-2, con la vía férrea Madrid-Barcelona, la autovía de circunvalación M-50 y M-45 y la carretera M-206 hacia Loeches y Ajalvir. Torrejón se sitúa así mismo en la Vega del Henares, limitando con este río por el sur y transcurriendo por el municipio tres pequeños arroyos: el Ardoz (que da nombre al municipio), el Pelayo y el del Valle. Una pequeña fracción de su territorio (4 ha) está incluida en el parque regional del Sureste.

## Toponimia
El nombre de Torrejón proviene de la existencia en la Edad Media de una pequeña torre de vigilancia donde habitaba una mesnada (tropa de soldados de los reinos cristianos del norte de la Península). El topónimo Ardoz por su parte se debe a la existencia del arroyo Ardoz que atraviesa la ciudad por el este del municipio (al entrar en la ciudad se convierte en un arroyo subterráneo).

## Símbolos
El escudo heráldico y la bandera que representan al municipio fueron rehabilitados el 8 de octubre de 2009. El escudo se blasona de la siguiente manera:

«Cuartelado: Primero, de Castilla (en campo de gules un castillo de oro, mazonado de sable y aclarado de azur). Segundo, de Aragón (de oro, cuatro palos de gules). Tercero, de León (de plata, un león púrpura, coronado de oro). Cuarto, de plata, dos calderas de sable puestas en palo. Al timbre corona real abierta de España.»
Boletín Oficial del Estado nº. 82 de 5 de abril de 2010

La descripción textual de la bandera es la siguiente:

«Paño de proporciones 2:3 por mitad horizontal, gualda y púrpura»
Boletín Oficial del Estado nº 82 de 5 de abril de 2010

## Geografía
El término municipal de Torrejón de Ardoz limita con los siguientes términos municipales: al norte con Ajalvir (4,35 km) y Daganzo de Arriba (566 m), al este con Alcalá de Henares (8,59 km), al sur y oeste con San Fernando de Henares (8,91 km) y al noroeste con Paracuellos de Jarama (3,44 km). Estos límites han variado a lo largo de la historia del municipio habiendo limitado con Madrid antes de la creación del municipio de San Fernando de Henares.
| Noroeste: Paracuellos de Jarama   | Norte: Ajalvir               | Nordeste: Daganzo de Arriba |
| Oeste: San Fernando de Henares    |                              | Este: Alcalá de Henares     |
| Suroeste: San Fernando de Henares | Sur: San Fernando de Henares | Sureste: Alcalá de Henares  |

### Clima
El clima de Torrejón de Ardoz, igual que el de Madrid, es un clima mediterráneo continentalizado. De acuerdo con los criterios de la clasificación climática de Köppen modificada el clima de Torrejón de Ardoz en el periodo de referencia 1981-2010 se clasifica como un clima de tipo BSk (semiárido frío). La temperatura media (periodo de referencia: 1981-2010) se sitúa en torno a los 15 °C.
Los inviernos son fríos, con una temperatura media en enero de entre 5 y 6 °C, unas máximas medias de alrededor de los 11 °C, y mínimas cercanas a los 0 °C. Las heladas son frecuentes en invierno y las nevadas ocasionales (2 o 3 días de nieve al año). Por el contrario los veranos son calurosos, con medias en el mes más cálido (julio) que superan los 25 °C, máximas medias de alrededor de los 33 °C y mínimas de entre 17 y 18 °C. La amplitud térmica diaria es alta (unos 13 °C). La amplitud térmica anual es también alta, situándose en torno a los 20 °C.
La precipitación anual no llega a los 400 mm, con un mínimo marcado en verano (especialmente en julio y agosto). La humedad media a lo largo del año se sitúa alrededor del 59 %, con una gran oscilación entre las épocas frías, mucho más húmedas, y las cálidas, que resultan muy secas.
A continuación se muestran los valores climatológicos del observatorio de la AEMET situado en la base aérea de Torrejón de Ardoz, a 607 m s. n. m., tomando los años 1991-2020 como periodo de referencia. Nótese que los valores extremos están también tomados en dicho periodo.
| Parámetros climáticos promedio de Observatorio de la base aérea de Torrejón de Ardoz (607 m s. n. m.) (Periodo de referencia: 1991-2020, extremos: 1951-presente) | Parámetros climáticos promedio de Observatorio de la base aérea de Torrejón de Ardoz (607 m s. n. m.) (Periodo de referencia: 1991-2020, extremos: 1951-presente) | Parámetros climáticos promedio de Observatorio de la base aérea de Torrejón de Ardoz (607 m s. n. m.) (Periodo de referencia: 1991-2020, extremos: 1951-presente) | Parámetros climáticos promedio de Observatorio de la base aérea de Torrejón de Ardoz (607 m s. n. m.) (Periodo de referencia: 1991-2020, extremos: 1951-presente) | Parámetros climáticos promedio de Observatorio de la base aérea de Torrejón de Ardoz (607 m s. n. m.) (Periodo de referencia: 1991-2020, extremos: 1951-presente) | Parámetros climáticos promedio de Observatorio de la base aérea de Torrejón de Ardoz (607 m s. n. m.) (Periodo de referencia: 1991-2020, extremos: 1951-presente) | Parámetros climáticos promedio de Observatorio de la base aérea de Torrejón de Ardoz (607 m s. n. m.) (Periodo de referencia: 1991-2020, extremos: 1951-presente) | Parámetros climáticos promedio de Observatorio de la base aérea de Torrejón de Ardoz (607 m s. n. m.) (Periodo de referencia: 1991-2020, extremos: 1951-presente) | Parámetros climáticos promedio de Observatorio de la base aérea de Torrejón de Ardoz (607 m s. n. m.) (Periodo de referencia: 1991-2020, extremos: 1951-presente) | Parámetros climáticos promedio de Observatorio de la base aérea de Torrejón de Ardoz (607 m s. n. m.) (Periodo de referencia: 1991-2020, extremos: 1951-presente) | Parámetros climáticos promedio de Observatorio de la base aérea de Torrejón de Ardoz (607 m s. n. m.) (Periodo de referencia: 1991-2020, extremos: 1951-presente) | Parámetros climáticos promedio de Observatorio de la base aérea de Torrejón de Ardoz (607 m s. n. m.) (Periodo de referencia: 1991-2020, extremos: 1951-presente) | Parámetros climáticos promedio de Observatorio de la base aérea de Torrejón de Ardoz (607 m s. n. m.) (Periodo de referencia: 1991-2020, extremos: 1951-presente) | Parámetros climáticos promedio de Observatorio de la base aérea de Torrejón de Ardoz (607 m s. n. m.) (Periodo de referencia: 1991-2020, extremos: 1951-presente) |
| Mes | Ene. | Feb. | Mar. | Abr. | May. | Jun. | Jul. | Ago. | Sep. | Oct. | Nov. | Dic. | Anual |
| --- | --- | --- | --- | --- | --- | --- | --- | --- | --- | --- | --- | --- | --- |
| Temp. máx. abs. (°C) | 21.5 | 24.2 | 28.2 | 31.7 | 36.9 | 41.9 | 42.4 | 42.8 | 40.0 | 32.6 | 25.0 | 20.5 | 42.8 |
| Temp. máx. media (°C) | 11.0 | 13.1 | 17.0 | 19.4 | 24.0 | 30.2 | 33.9 | 33.3 | 27.9 | 21.4 | 14.8 | 11.4 | 21.5 |
| Temp. media (°C) | 5.8 | 7.1 | 10.4 | 12.8 | 17.0 | 22.2 | 25.5 | 25.2 | 20.6 | 15.2 | 9.5 | 6.4 | 14.9 |
| Temp. mín. media (°C) | 0.6 | 1.1 | 3.7 | 6.1 | 9.8 | 14.3 | 17.2 | 17.1 | 13.2 | 9.0 | 4.2 | 1.3 | 8.2 |
| Temp. mín. abs. (°C) | -13.7 | -13.8 | -7.4 | -3.2 | -1.0 | 4.5 | 6.6 | 6.8 | 3.6 | -2.0 | -6.6 | -10.2 | -13.8 |
| Precipitación total (mm) | 29 | 28 | 32 | 41 | 44 | 22 | 10 | 9 | 24 | 56 | 47 | 34 | 377 |
| Días de precipitaciones (≥ 1 mm) | 5.1 | 4.2 | 4.9 | 6.5 | 6.3 | 3.6 | 1.4 | 1.4 | 3.6 | 6.9 | 6.3 | 5.6 | 54.9 |
| Días de nevadas (≥ 0.01 mm) | 0.7 | 0.8 | 0.2 | 0.0 | 0.0 | 0.0 | 0.0 | 0.0 | 0.0 | 0.0 | 0.1 | 0.4 | 2.3 |
| Horas de sol | 155 | 175 | 202 | 234 | 288 | 336 | 375 | 344 | 252 | 202 | 153 | 127 | 2849 |
| Humedad relativa (%) | 77 | 68 | 61 | 58 | 52 | 41 | 35 | 36 | 48 | 65 | 75 | 79 | 58 |
| Fuente: Agencia Estatal de Meteorología | | | | | | | | | | | | | |

A continuación algunos de los valores extremos registrados en el observatorio meteorológico de la base aérea de Torrejón de Ardoz tomados a partir de 1951 para la temperatura y precipitación y a partir de 1968 para el viento: la temperatura máxima absoluta de 41,6 °C registrados el 24 de julio de 1995 y la temperatura mínima absoluta de -13,8 °C registrada 5 de febrero de 1963, la precipitación máxima en un día de 63,1 mm registrada el 3 de noviembre de 1972 y la máxima racha de viento de 111 km/h registrada el 12 de marzo de 1985.

## Historia
La primera presencia humana se sitúa en el Calcolítico, aproximación basada en los restos hallados en la zona. Es en el siglo XI cuando tras construir el Castillo de Aldovea, se crea la aldea de Torrejón de Ardoz. En el año 1118 el reino de León bajo el reinado de Alfonso VII, reconquistó Alcalá y su tierra, en la que se incluye la fortificación fronteriza de Torrejón.
El asentamiento depende administrativamente de la cercana Alcalá, cabeza del alfoz o Comunidad de Villa y Tierras de Alcalá, hasta 1554, momento en el que la población se independiza de aquella ciudad tomando el título de villa y pasa a depender directamente del arzobispado de Toledo.
En 1575 y después del intento de algunos caballeros de comprar la villa, el rey Felipe II accede a los deseos de los vecinos incorporando la villa al Patrimonio Real, y quedando por tanto el rey como único señor de esas tierras.

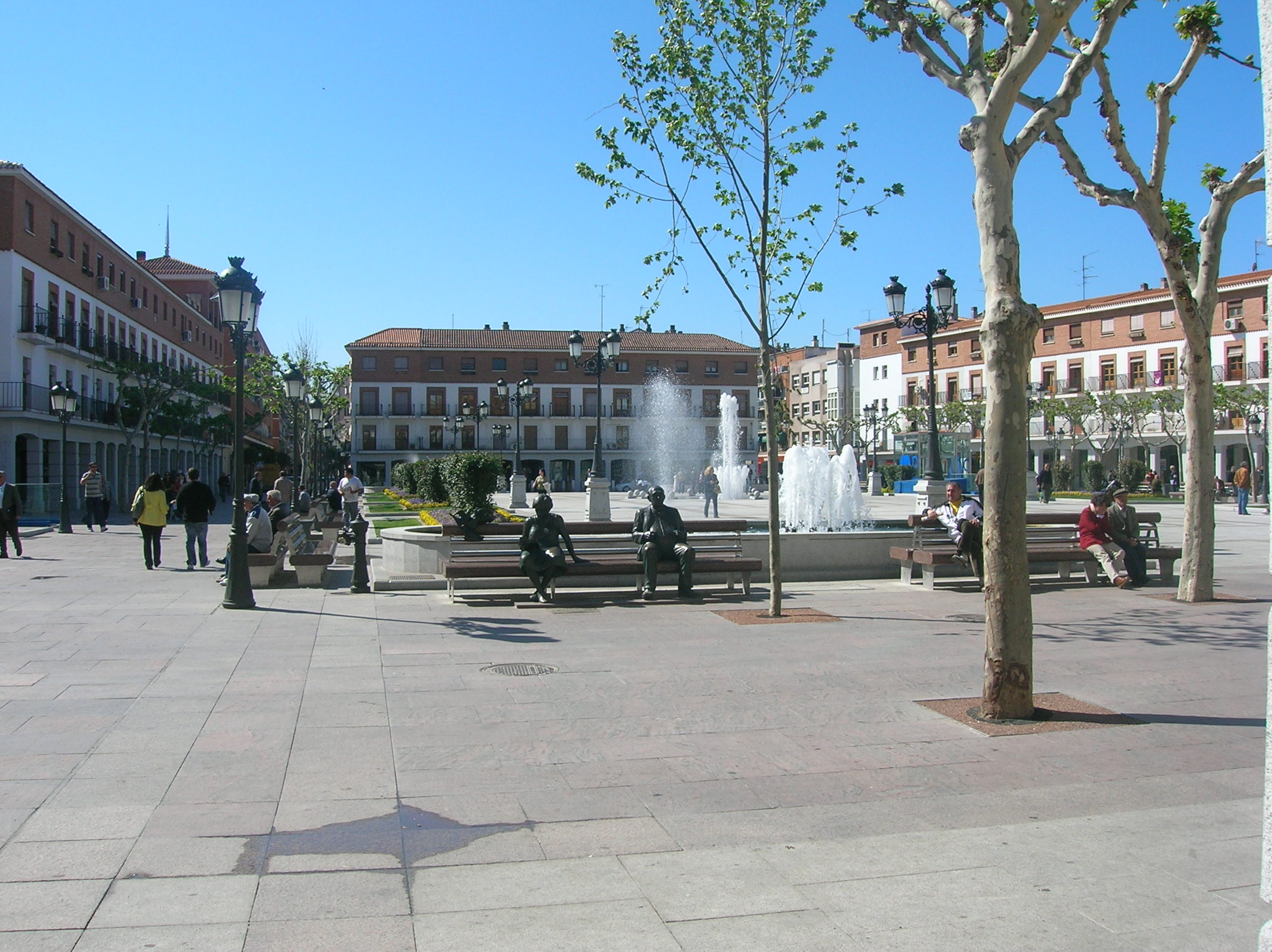
La plaza Mayor es uno de los centros neurálgicos de la ciudad

En 1843 ocurrió en la villa una batalla de una cierta importancia, la batalla de Torrejón de Ardoz, que fue punto clave de un pronunciamiento militar que produjo un cambio de gobierno en España. Si bien fue pequeña y con pocas bajas, es su mayor hecho histórico del siglo XIX.
Hacia mediados del siglo XIX, la villa tenía contabilizada una población de 2016 habitantes. Aparece descrita en el decimoquinto volumen del Diccionario geográfico-estadístico-histórico de España y sus posesiones de Ultramar de Pascual Madoz de la siguiente manera:

TORREJON DE ARDOZ: v. con ayunt. de la prov. y aud, terr. de Madrid (3 1/4 leg.), part. jud. de Alcalá de Henares (1 1/2), c. g. de Castilla la Nueva, dióc. de Toledo (15 1/2). sit. en una. estensa llanura y sobre la carretera general de Aragon: le combaten todos los vientos, en particular los del N. y O.; el clima es muy frio, y se padecen por lo comun tercianas, catarros y pulmonias: tiene 304 casas de mediana construccion, casa de ayunt., cárcel, escuela de primeras letras para niños, dotada con 4,400 rs.; otra de niñas, cuya maestra recibe 1,460 rs., y una igl. parr. (San Juan Evangelista) con curato de entrada y de provision ordinaria:, el cementerio está en paraje que no ofende la salud pública, y los vec. se surten de aguas para sus usos de las de una fuente que se encuentra en las inmediaciones del pueblo: confina el térm. N. Ajalbir, Daganzo de Abajo y Paracuellos; E. Alcalá de Henares, y S. y O. Real sitio de San Fernando; se estiende 1/2 leg. poco mas ó menos en todas direcciones, y comprende los reales sotos de Aldovea, una deh. de 50 fan. de estension, y dos prados naturales que crian buena y abundante yerba: le atraviesan dos pequeños arroyos titulados Ardoz y Pelayos, cuyas aguas aumentan el caudal del r. Henares: el terreno es de buena calidad. caminos: los que dirigen á los pueblos limitrofes y la citada carreterra de Aragon: el correo se recibe de Madrid y de Guadalajara todos los dias. prod.: trigo, cebada, avena, garbanzos, legumbres y algunas hortalizas; mantiene ganado lanar, caballar y mular; cria caza de liebres, y pesca de barbos. ind.: la agrícola y arrieria: el comercio está reducido á seis tiendas de lenceria y comestibles, esportacion de los frutos sobrantes é importacion de los artículos de que se carece: los viernes de cada semana se celebra un mercado en los que se presentan comestibles, cacharros, sogas y otros efectos por este orden, pero nada de granos. pobl.: 338 vec., 2,016 alm. cap. prod.: 8.268,977 rs. imp.: 297,558. contr.: 9'65 por 100.
Es célebre el nombre de esta pobl. desde los acontecimientos 
del año 1843: ya digimos en el art. de Madrid que el 22 de julio se hallaba situado en ella el general Narvaez con las fuerzas pronunciadas; que le fue favorable la fortuna en su encuentro con las brillantes tropas que contra él acaudillaba Seoane, y en la misma mañana del 22 las tuvo á sus órdenes y revolvió sobre la capital.
(Madoz, 1849, pp. 84-85)

En 1906, Mateo Morral tras atentar contra el rey Alfonso XIII y su mujer, consiguió escapar de Madrid pero el 2 de junio fue reconocido por varias personas en un ventorrillo cercano a Torrejón de Ardoz, donde se detuvo para comer. Estas personas avisaron a un guarda jurado particular de campo, Fructuoso Vega, que tras algunas averiguaciones, lo conminó a seguirlo. Se entregó pacíficamente, pero cuando era conducido por el guarda al cuartelillo de Torrejón de Ardoz, lo mató de un tiro y se suicidó a continuación. Su cuerpo, así como el del guarda, fue mostrado en el ayuntamiento del pueblo hasta que se llevó a Madrid a las pocas horas.
Hasta el siglo XX, la villa tenía una economía esencialmente agrícola y ganadera. Es a partir de los años 1940 cuando se empiezan a realizar obras públicas importantes en el municipio, como la instalación de la Base Militar de Automovilismo y el centro experimental del Instituto Nacional de Técnica Aeroespacial (INTA). En 1955 se instala una base aérea estadounidense de Torrejón de Ardoz, en virtud de los acuerdos del régimen de Franco con los Estados Unidos. En 1992 los estadounidenses se retiraron y desde entonces la base aérea, que incluye numerosas instalaciones como hospital, hotel, campo de golf, etc. está bajo control completo del Ministerio de Defensa español.
El 12 de abril de 1985, 18 personas fallecieron en el atentado del restaurante El Descanso, atentado atribuido por yihadistas. El restaurante era frecuentado por militares estadounidenses de la base aérea, aunque todos los fallecidos fueron españoles. Fue en su momento el ataque terrorista más letal del país, siendo superado dos años después por el atentado del Hipercor de Barcelona. 14 vecinos de esta localidad fallecieron en los atentados del 11 de marzo de 2004, ya que todos los trenes siniestrados pasaban por la localidad.

## Demografía
Torrejón de Ardoz cuenta con una población de 140 626 habitantes (INE 2024).
| Gráfica de evolución demográfica de Torrejón de Ardoz entre 1842 y 2021                                             |
| |
| Población de derecho según los censos de población del INE Población de hecho según los censos de población del INE |

A partir de los 70 empezó a desarrollarse la industria local y la población experimentó un crecimiento considerable. Según el padrón de habitantes del año 1986 contaba con 80 066 habitantes. En 1996, la población había aumentado a 88 821 hab. de los cuales 44 315 eran varones y 44 506 mujeres. Según el INE, en el año 2005 Torrejón tenía 109 483 habitantes. Casi el 33 % de los habitantes tiene menos de 19 años. Según las cifras del INE para 2019 la población de Torrejón es de 131 376 habitantes, superando por primera vez la barrera de los 130 000.
Torrejón ocupa el puesto 51 en el orden de ciudades más pobladas de España, delante de León y detrás de Parla. En la Comunidad de Madrid es la octava ciudad más poblada, detrás de la capital, Móstoles, Fuenlabrada, Alcalá de Henares, Leganés, Getafe y Alcorcón; y delante de Parla y Alcobendas. El gentilicio de Torrejón es torrejonero o torrejonense, aunque la más usada es la primera forma. Los códigos postales de la ciudad son 28850 y 28851.

## Administración y política

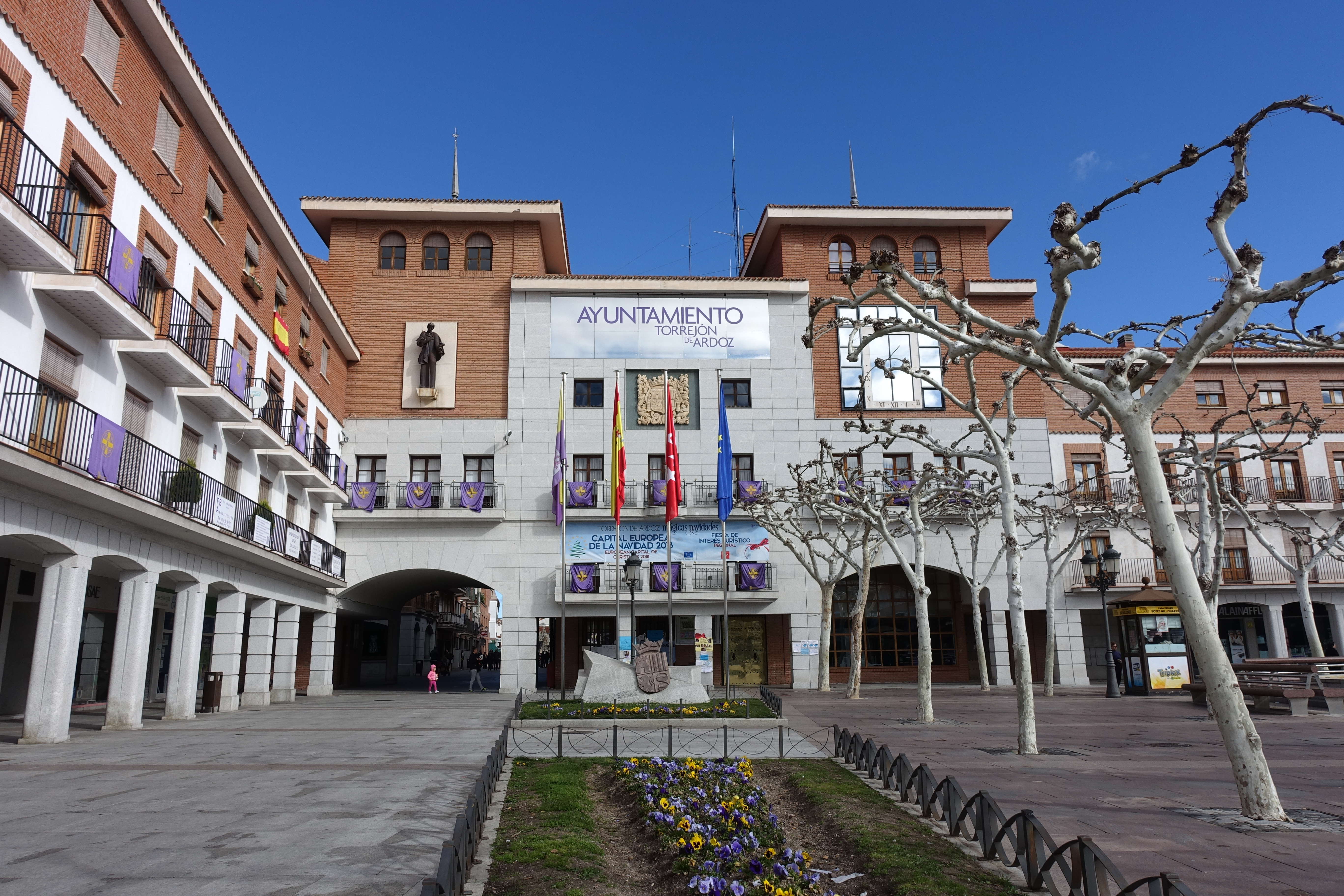
Fachada de la casa consistorial, en la plaza Mayor

Resultados de las elecciones municipales del 26 de mayo del 2019 en Torrejón de Ardoz

### Gobierno municipal
Se detallan los acontecimientos a partir de las primeras elecciones democráticas locales (1979)
| Periodo   | Nombre                    | Partido | Partido                                  |
| --------- | ------------------------- | ------- | ---------------------------------------- |
| 1979-1982 | Lope Chillón Díez         |         | Partido Socialista Obrero Español (PSOE) |
| 1982-1987 | José de Cruz Frutos       |         | Partido Socialista Obrero Español (PSOE) |
| 1987-1995 | José Pina Fernández       |         | Partido Socialista Obrero Español (PSOE) |
| 1995-1997 | Julián López Jiménez      |         | Partido Popular (PP)                     |
| 1997-1999 | Francisco García Lorca    |         | Partido Socialista Obrero Español (PSOE) |
| 1999-2007 | Trinidad Rollán Sierra    |         | Partido Socialista Obrero Español (PSOE) |
| 2007-2015 | Pedro Rollán Ojeda        |         | Partido Popular (PP)                     |
| 2015-2023 | Ignacio Vázquez Casavilla |         | Partido Popular (PP)                     |
| 2023-act. | Alejandro Navarro Prieto  |         | Partido Popular (PP)                     |

Torrejón de Ardoz tuvo desde las primeras elecciones municipales democráticas de 1979 un carácter izquierdista salvo en las elecciones de 1995 y, desde 2007, los vecinos de Torrejón votan mayoritariamente al Partido Popular. 
Ya en las Elecciones generales de 1977 el PSOE obtuvo el 45 % de apoyo en la ciudad muy por delante de la UCD y el PCE. En las elecciones municipales desde 1979 se han obtenido los siguientes resultados:
| Partido político                         | 2023        | 2023        | 2023        | 2019  | 2019   | 2019       | 2015  | 2015   | 2015       | 2011  | 2011   | 2011       | 2007  | 2007   | 2007       |
| Partido político                         | %           | Votos       | Concejales  | %     | Votos  | Concejales | %     | Votos  | Concejales | %     | Votos  | Concejales | %     | Votos  | Concejales |
| Partido Popular (PP)                     | 66,70       | 42301       | 21          | 57,54 | 34 541 | 19         | 48,85 | 28 067 | 14         | 68,53 | 36 917 | 21         | 43,27 | 21 157 | 14         |
| Partido Socialista Obrero Español (PSOE) | 16,71       | 10 601      | 5           | 20,30 | 12 188 | 6          | 15,02 | 8632   | 4          | 15,39 | 8291   | 4          | 29,27 | 19 199 | 12         |
| Más Madrid                               | 6,21        | 3943        | 1           | 2,68  | 1614   | 0          | —     | —      | —          | —     | —      | —          | —     | —      | —          |
| Podemos-Sí Se Puede!                     | 4,54        | 2884        | 0           | 14,87 | 6746   | 2          | 16,30 | 9368   | 5          | —     | —      | —          | —     | —      | —          |
| Ciudadanos (CS)                          | 0,47        | 287         | 0           | 4,58  | 2752   | 0          | 7,24  | 4160   | 2          | —     | —      | —          | —     | —      | —          |
| Izquierda Unida-Los Verdes (IU-LV)       | Con Podemos | Con Podemos | Con Podemos | 14,25 | 2550   | 0          | 7,01  | 4027   | 2          | 9,27  | 4994   | 2          | 6,05  | 2959   | 1          |

| Partido        | %     |
| -------------- | ----- |
| PSOE           | 32,76 |
| PP             | 27,03 |
| Cs             | 15,12 |
| Unidas Podemos | 12,17 |
| Vox            | 7,57  |
| Otros          | 5,35  |

| Partido                             | %     |
| ----------------------------------- | ----- |
| Partido Socialista Obrero Español   | 28,85 |
| Ciudadanos-Partido de la Ciudadanía | 22,58 |
| Unidas Podemos                      | 16,73 |
| Partido Popular                     | 15,67 |
| Vox                                 | 12,43 |

| Partido        | Político                          | %     |
| -------------- | --------------------------------- | ----- |
| PSOE           | Cristina Narbona Ruiz             | 29,95 |
| PSOE           | Antonio Armando Ferrer Sais       | 27,41 |
| PSOE           | Silvia Buabent Vallejo            | 27,02 |
| Ciudadanos     | Carlos Cuadrado Arroyo            | 24,48 |
| PP             | Pío García-Escudero Márquez       | 21,27 |
| Ciudadanos     | María del Carmen Gutiérrez Moreno | 19,09 |
| Ciudadanos     | Juan Luis Cano Perucha            | 19,03 |
| Unidas Podemos | Ana María Martínez Arenaza Muñoz  | 16,77 |
| PP             | Ángeles Pedraza Portero           | 16,02 |
| PP             | Juan Carlos Vera Pró              | 16,02 |
| Unidas Podemos | María Carmen Barrios Corredera    | 15,14 |
| Unidas Podemos | José Blanco Martos                | 13,91 |

| Partido                             | %     |
| ----------------------------------- | ----- |
| Partido Popular                     | 28,89 |
| Partido Socialista Obrero Español   | 27,22 |
| Ciudadanos-Partido de la Ciudadanía | 15,96 |
| Más Madrid                          | 13,42 |
| Vox                                 | 6,09  |
| Unidas Podemos                      | 6,08  |

### Organización territorial
Torrejón de Ardoz se rige con la Ley de Grandes Ciudades por lo que está dividida en cuatro distritos que coinciden con los distritos electorales:

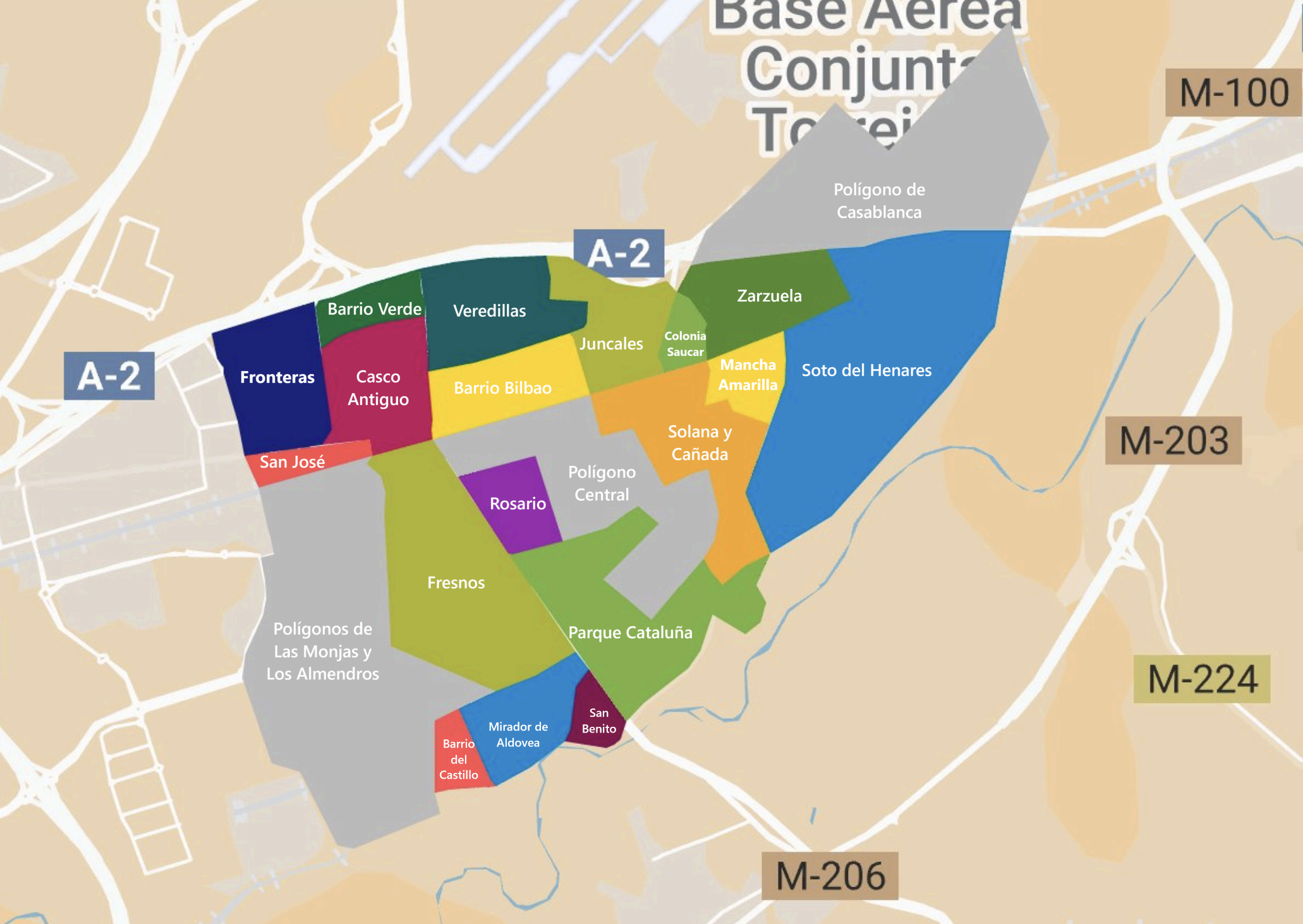
Barrios de Torrejón

Distrito 1 - Las Veredillas, Juncal y Zarzuela
Se sitúa al noreste de la ciudad. Limita al norte con la A-2 y la base aérea, al este con el término municipal de Alcalá de Henares, al sur con la avenida de la Constitución y al oeste con la avenida de la Virgen de Loreto. Engloba los barrios de Las Veredillas, el más poblado del distrito; El Juncal y Arrope, La Zarzuela y El Saucar y urbanizaciones como los parques de Granada, Florencia o Murguía. Geográficamente también pertenecen a este distrito la base aérea y el complejo del INTA.
Tiene una población de 39 260 habitantes lo que supone que sea el segundo distrito más poblado del municipio.
Alberga la biblioteca Central, el teatro municipal José María Rodero y el campo de fútbol municipal de las Veredillas además de dos complejos deportivos (Londres y Juncal), tres institutos, ocho colegios públicos y dos escuelas infantiles, así como el centro de especialidades de Torrejón y dos centros de salud.
Tiene correspondencia con las líneas urbanas de autobús 1, 5 y 6 además de las interurbanas 224, 226, 824 y N202.
Distrito 2 - Parque Cataluña, Mancha Amarilla y Soto del Henares
Se sitúa al sureste del municipio. Limita al norte con la avenida de la Constitución, al este con el término de Alcalá, al sur con el término de San Fernando de Henares y el río Henares y al oeste con la carretera de Loeches. Engloba los barrios del parque de Cataluña, Torrenieve, El Rosario, Zapatería, Jardines de la Solana, Cañada, La Mancha Amarilla y el Soto del Henares, el último desarrollo urbanístico de la villa. El más poblado es el parque de Cataluña.
Su población es de 49 949 habitantes en 2019, siendo el distrito más poblado. En él está ubicado el Hospital de Torrejón, dos centros de salud y tres institutos, seis colegios públicos, dos concertados y uno privado; y dos escuelas infantiles.
Tiene correspondencia directa con las líneas C-2 y C-7 de Cercanías Renfe así como con las urbanas de autobús 1, 2, 3 y 5 además de las interurbanas 224, 224A, 226, 261 y 340.
Distrito 3 - Los Fresnos, barrio del Castillo y barrio San José
Se encuentra al suroeste. Limita al norte con la avenida de la Constitución, al este con la carretera de Loeches y al sur y oeste con el término de San Fernando. Alberga la estación de ferrocarril de Torrejón de Ardoz, el recinto ferial del parque del Ocio, la plaza de toros y la ciudad deportiva Joaquín Blume además de un centro de salud, un instituto, dos colegios públicos, uno concertado y una escuela infantil.
Engloba los barrios de Los Fresnos, San José, San Benito y Castillo siendo Los Fresnos el más grande y más poblado con diferencia. Es el distrito menos poblado de la ciudad con 14 132 habitantes. Tiene correspondencia con todas las líneas urbanas de autobús además de las interurbanas 220, 224, 251, 252, 261, 340, 824 y N202, y con las líneas C-2 y C-7 de Cercanías Renfe. El distrito incluye además el barrio del Castillo, el barrio más antiguo de la ciudad, cuyos orígenes están en el siglo XVI y los siervos del Castillo de Aldovea.
Distrito 4 - Zona Centro

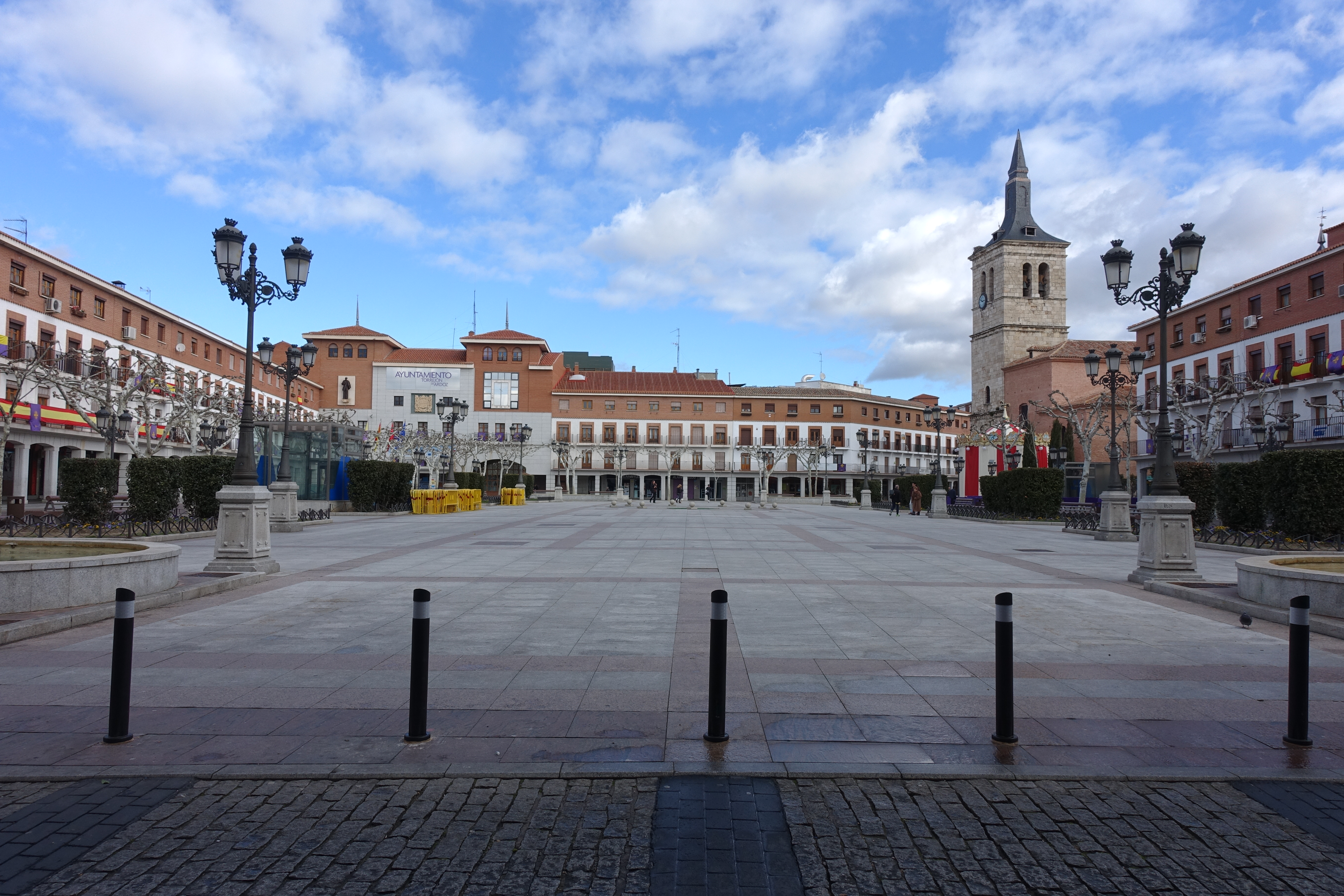
Plaza Mayor

Es el más pequeño y situado al noroeste. Limita al norte con la A-2, al este con la avenida de la Virgen de Loreto, al sur con la avenida de la Constitución y al oeste con el polígono de San Fernando.
En él está ubicado el Ayuntamiento, la plaza Mayor, la sede central del partido judicial y dos complejos deportivos (José Antonio Paraíso y Juan Antonio Samaranch) además de un centro de salud, un instituto, cuatro colegios públicos, dos concertados y una escuela infantil. Tiene una población de 28 035 habitantes, teniendo la población más envejecida en 2019. Engloba el Casco Antiguo, Las Fronteras, el barrio Verde y la urbanización Torrepista siendo el Casco Antiguo uno de los barrios más poblados del municipio.
Tiene correspondencia con todas las líneas urbanas e interurbanas de autobús además de con la C-2 y C-7 de Cercanías Renfe.

## Economía
El sector servicios da empleo al 50 % de la población activa. El 40 % está ocupado en el sector industrial.
El 10 % del suelo está ocupado por la industria y otras actividades económicas. En particular, existen varios polígonos industriales en Torrejón: en Las Fronteras, en Las Monjas, al sureste del municipio y a lo largo de la avenida de la Constitución) y están proyectados otros tres: el SUNT 1 al noroeste del municipio, el Casablanca o SUNT 2 al sur de la base aérea, ya en construcción, y Los Almendros al sur de Las Monjas.

### Comercio

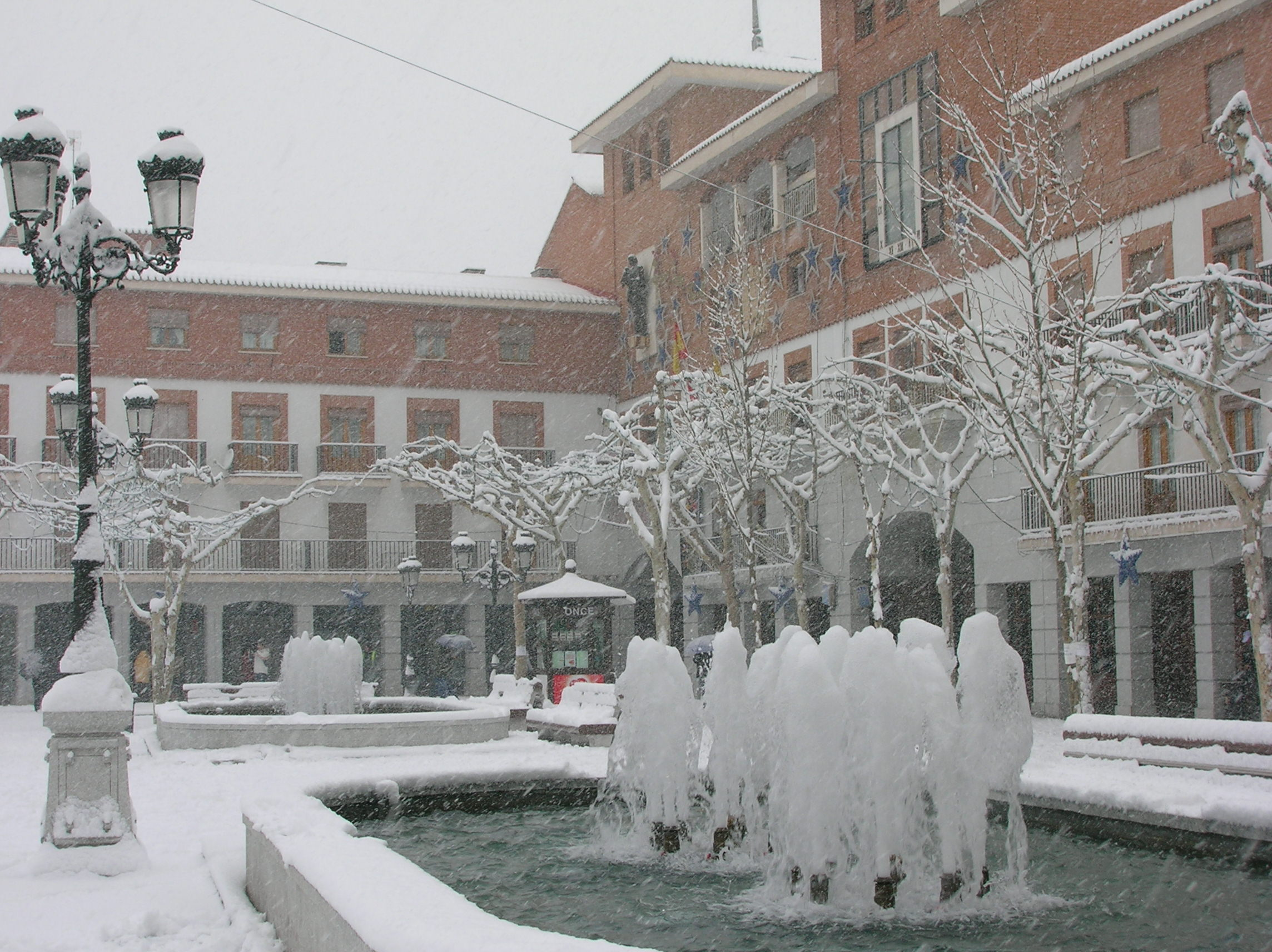
La plaza Mayor nevada

Las áreas comerciales urbanas (pequeño comercio) más destacables son:
- Eje avenida de la Constitución, principalmente en los tramos entre la avenida Fronteras y calle Roma y entre calle de Budapest y carretera de la Base
- Entorno de la plaza Mayor - calle Enmedio - plaza de España
- Eje avenida de Madrid - calle de Madrid
- Entorno de la calle del Mármol
- Entorno de la calle Veredilla - calle de Roma - calle de Lisboa

Varios barrios cuentan con mercados de abastos:
- Centro: mercado en la plaza Mayor
- Las Fronteras: mercado El Maragato, avenida Fronteras
- Las Veredillas: mercados Orbasa en calle Turín y Las Veredillas (Coivisa) en calle Lisboa
- Parque Cataluña: mercado en Centro Comercial El Parque, calle Silicio

Además existen varias grandes y medianas superficies comerciales, entre otras:
Con el paso de los años y las aperturas de los centro comerciales Parque Corredor Oasiz Madrid y On Plaza han convertido a Torrejón de Ardoz en el centro neurálgico de las compras de la zona este.
- Centro comercial Parque Corredor: cuenta con un hipermercado Alcampo, Ikea, Media Markt entre otras medianas superficies, cuenta con más de 180 tiendas. También albega una zona de ocio (ver más abajo). Situado en la M-108 Crat de Ajalvir-Torrejón entre el kilómetro 2 - kilómetro 5
- Centro comercial Oasiz Madrid: situado en el parque empresarial Casablanca, en avenida Premios Nobel 13. Cuenta con tiendas como Fnac, Adidas, Nike entre otras cuenta con 70 tiendas y 32 restaurantes y un lago central incluyendo cines karting bolera y gimnasio y túnel de viento
- Hipermercado Carrefour situado en la carretera de Loeches cuenta con varias tiendas, el hipermercado y una gasolinera de su misma marca
- Parque comercial On Plaza, ubicado en la avenida de la Constitución 100. Cuenta con un Mercadona, Norauto, Tiendanimal, Tedi, Gimnasios McFit, Leroy Merlín y de restaurante Tony Roma's y TGB Tiene 350 plazas de aparcamiento.
- Centro comercial El Círculo: cuenta con varias tiendas y restaurantes, avenida de la Constitución.
- Centro comercial El Parque: cuenta con un área de mercado y varias tiendas, calle Silicio.
- Centro comercial La Guitarra: contiene un supermercado, un gimnasio y diversas tiendas, calle de la Circunvalación.
- Centro comercial La Zarzuela: contiene un gran bazar chino llamado China City, calle de Pizarro.
- Las cadenas Mercadona, Eroski, AhorraMás, Supercor Express, LIDL, Día, y Hiper Usera cuentan con uno o varios centros repartidos por la localidad.

### Infraestructuras
Torrejón ha crecido mucho en los últimos años y, por ello, han ido añadiéndose progresivamente un buen número de infraestructuras.

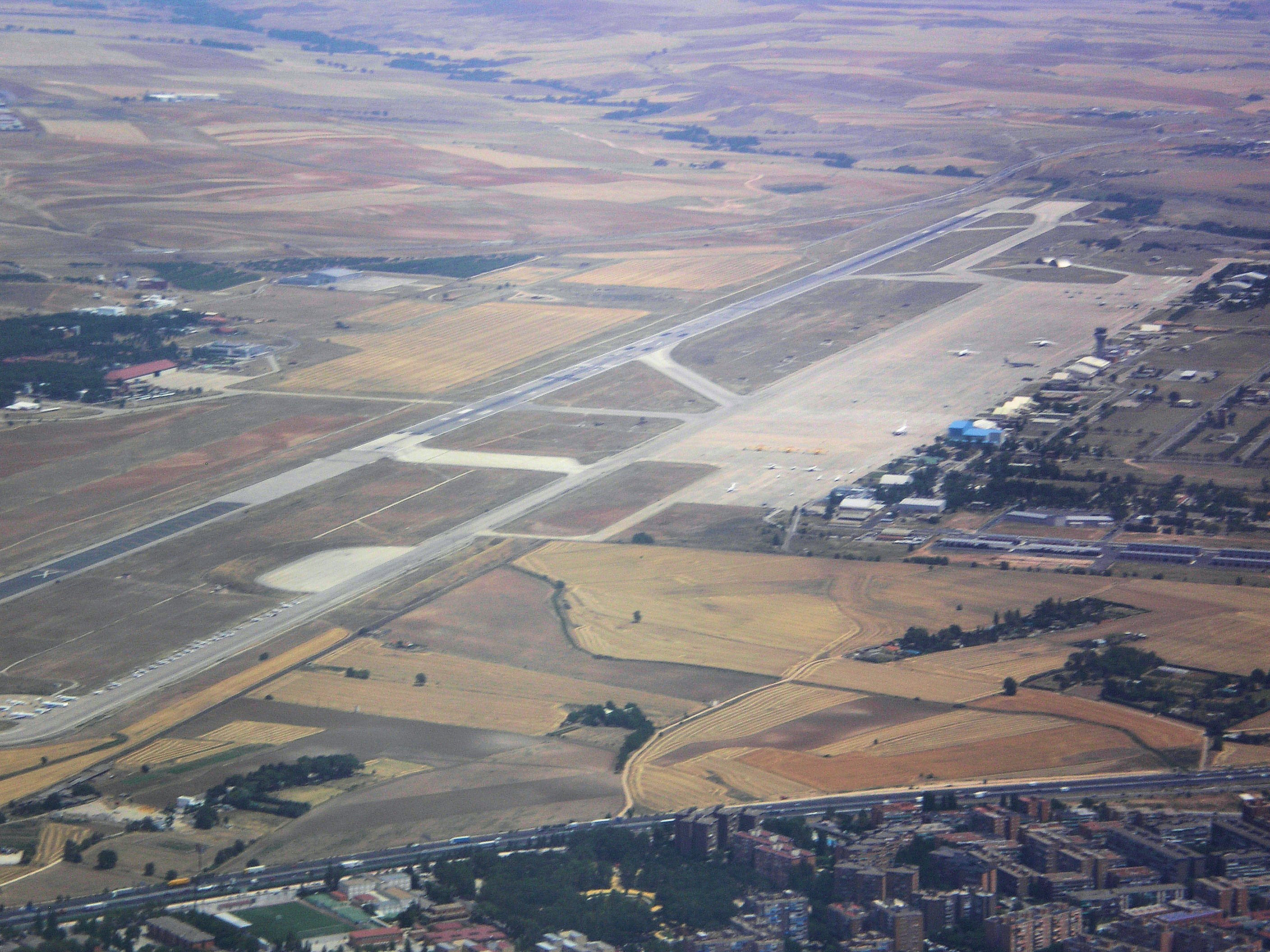
Panorámica de la base aérea

Algunas de éstas son las siguientes:
- La base aérea de Torrejón de Ardoz. Está situada al noreste del municipio y su uso es militar y civil. Se construyó en los años 50 debido al tratado con Estados Unidos de cooperación.
- El Teatro José María Rodero, situado en Las Veredillas. Se construyó en la década de 1980 y actualmente alberga gran cantidad de actos culturales.
- El campo de fútbol municipal Las Veredillas, estadio de la Torrejón Club de Fútbol. Está en el barrio de Las Veredillas. Tiene una capacidad de 1300 personas.
- Las líneas de tren de Cercanías C-2 y C-7 con una estación en el centro urbano y otra en el barrio residencial de Soto del Henares (cercano al Hospital de Torrejón y al polígono industrial Casablanca.
- El cementerio nuevo situado al sur del municipio. Anterior a este, estaba el cementerio Viejo, que se quedó en desuso con la construcción del nuevo y ya ha sido desmantelado.
- La plaza de toros, localizada junto al recinto ferial. Alberga corridas en las fiestas locales.
- Tres polideportivos y cinco piscinas municipales incluyendo la de olas.
- Cuatro centros culturales (Las Fronteras, Caja del Arte, El Parque, Rafael Alberti y Casa de la Cultura) y cuatro bibliotecas públicas (Central Federico García Lorca, Caja del Arte, Gabriel Celaya e Isla Misteriosa).

## Servicios

### Administración
- Ayuntamiento
- Juzgados
- Registro Civil
- Registro de la Propiedad
- Servicio Público de Empleo Estatal
- Servicio Regional de Empleo
- Oficina Municipal de Empleo
- Instituto Nacional de la Seguridad Social
- Tesorería de la Seguridad Social
- Delegación de Hacienda
- Empresa Municipal de Vivienda y Suelo (EMVS)
- Oficina Municipal de Atención al Consumidor (OMIC)
- Correos
- Policía Nacional
- Policía local
- Bomberos
- Protección civil
- Punto limpio
- Cementerio municipal
- Tanatorio municipal

### Sanidad
Actualmente Torrejón de Ardoz dispone de un hospital público, un hospital privado, un centro de especialidades y seis centros de salud repartidos por todo el municipio.
- Hospital de Torrejón (público)
- Hospital Quirón Salud Valle del Henares (privado)
- Centro de especialidades Las Veredillas
- Centro de salud Las Veredillas
- Centro de salud El Juncal
- Centro de salud Fronteras
- Centro de salud Brújula
- Centro de salud La Plata
- Centro de salud Los Fresnos

Torrejón de Ardoz se encuentra ubicado en el Área 3 del mapa sanitario de la Comunidad de Madrid. Recordamos que los hospitales de referencia de esta área sanitaria son el Hospital de Torrejón ubicado en la localidad de Torrejón de Ardoz. Hospital Universitario Príncipe de Asturias ubicado en la cercana localidad de Alcalá de Henares y el Hospital Ramón y Cajal ubicado en Madrid (carretera de Colmenar o M-607)

### Servicios sociales
Torrejón de Ardoz cuenta con una amplia red de centros de servicios sociales, especialmente en lo que se refiere al cuidado y entretenimiento de las personas mayores.

#### Centros asistenciales
- Centro de servicios sociales
- Centro de atención a drogodependientes (CAID)
- Servicio de atención al inmigrante
- Centro de desarrollo comunitario San José
- Centro de integración social de jóvenes y adolescentes
- Servicio de información juvenil
- Casa de Jorge Fernández de Toro
- Casa de la juventud
- Área de la mujer
- Centro de ocio infantil
- Punto de Información al Voluntariado (PIV)
- Centro de atención temprana ASTOR

#### Centros para mayores
- Residencia para mayores Adavir Torrejón de Ardoz
- Residencia para mayores Edalia Torrejón de Ardoz
- Residencia para mayores Las Celindas
- Residencia para mayores Nª Sra. del Rosario
- Centro de día
- Centro de mayores Torrepista
- Centro de mayores Bº San José
- Centro de mayores Las Fronteras
- Centro de mayores El Parque
- Centro de mayores La Cañada
- Espacio para mayores Caja Madrid

### Educación
En Torrejón de Ardoz hay 32 centros de educación infantil y guarderías (6 públicas y 26 privadas), 20 colegios públicos de educación infantil y primaria, 7 institutos de educación secundaria, 6 colegios privados concertados y 1 centro educativo específico privado concertado.
Centros de educación infantil y guarderías
Centros públicos (solo primer ciclo de educación infantil):
- EEI Loreto
- EEI Marionetas
- EEI La Cañada de Ardoz
- EEI Juan Sin Miedo
- EEI La Cigarra y la Hormiga
- EEI El Gato con Botas
- EEI Base Aérea de Torrejón

Centros privados y concertados:
- EEI Acuarela
- EEI Cascanueces
- EEI Cubo Pala
- EEI El Parque Mágico
- EEI El Principito
- EEI Entre Algodones
- EEI Guireli II
- EEI J.A.B.Y.
- EEI Juego y Aprendo
- EEI La Casa de los Duendes
- EEI La Casita
- EEI La Cigüeña
- EEI La Zarzuela
- EEI Lapiceros
- EEI Lapiceros II
- EEI Los Almendros
- EEI Los Delfines
- EEI Los Delfines II
- EEI Luna
- EEI Luna Lunera
- EEI Pequeguay
- EEI Pequeñeces
- EEI Pequeñeces II
- EEI Pim Pam
- EEI Puzzle
- EEI Yolanda
- EEI Mimitos

Centros de educación infantil (segundo ciclo) y primaria
Centros públicos:
- CEIP Andrés Segovia
- CEIP Antonio Machado
- CEIP Gabriel y Galán
- CEIP Jaime Vera
- CEIP Juan Ramón Jiménez
- CEIP La Gaviota
- CEIP La Zarzuela
- CEIP Miguel de Cervantes
- CEIP Miguel Hernández
- CEIP Ramón Carande
- CEIP Ramón y Cajal
- CEIP Seis de Diciembre
- CEIP Uno de Mayo

Centros públicos con enseñanza bilingüe (inglés):
- CEIP El Buen Gobernador
- CEIP Giner de los Ríos
- CEIP Joaquín Blume
- CEIP Severo Ochoa
- CEIP Vicente Aleixandre
- CEIP Beethoven
- CEIP Pinocho

Centros privados y concertados:
- CPR Alba
- CPR JABY
- CPR San Juan Bosco
- CPR San Juan Evangelista
- CPR HUMANITAS Torrejón

Centros de educación secundaria
Centros públicos:
- IES Valle Inclán
- IES Isaac Peral
- IES Las Veredillas
- IES León Felipe
- IES Palas Atenea
- IES Victoria Kent
- IES Juan Bautista Monegro

Centros públicos con sección lingüística (inglés y francés):
- IES Luis de Góngora

Centros públicos con sección lingüística (inglés):
- IES Isaac Peral
- IES Las Veredillas
- IES León Felipe
- IES Juan Bautista Monegro
- IES Valle Inclán

Centros privados y concertados:
- CPR Alba
- CPR JABY
- CPR San Juan Bosco
- CPR San Juan Evangelista
- CPR HUMANITAS Torrejón

Centros de bachillerato
En todos los centros de la localidad pueden estudiarse las modalidades de Ciencias y Tecnología y de Humanidades y Ciencias Sociales. El IES León Felipe es el único que imparte la modalidad de Artes.
Centros públicos:
- IES Isaac Peral
- IES Las Veredillas
- IES León Felipe
- IES Luis de Góngora
- IES Palas Atenea
- IES Valle Inclán
- IES Victoria Kent
- IES Juan Bautista Montenegro

Centros privados y concertados:
- CPR San Juan Bosco
- CPR HUMANITAS Torrejón

Centros de formación profesional
Centros públicos:

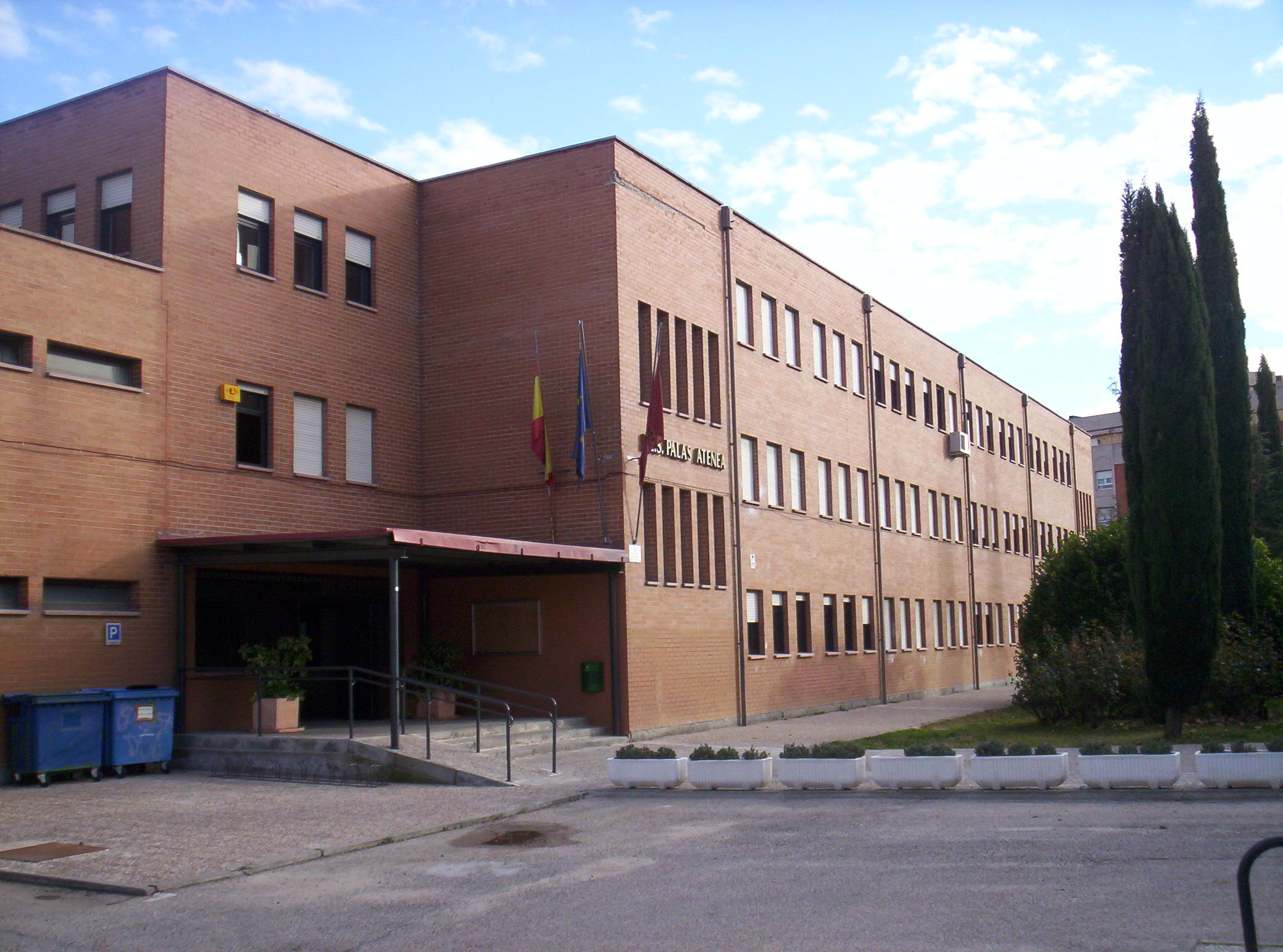
IES Palas Atenea, uno de los siete institutos de Torrejón

- IES Isaac Peral (ramas: Transporte / Electricidad y Electrónica)
- IES León Felipe (rama: Madera, Mueble y Corcho)
- IES Valle Inclán (ramas: Informática / Administración y Gestión / Comercio y Marketing)

Centros privados y concertados:
- CPR JABY (rama: Administración y Gestión)

Centros de educación especial
- CCEE Virgen de Loreto-REHTO de ASTOR
- CEE Iker Casillas

Centros universitarios
Universidad Nacional de Educación a Distancia (UNED) (desde 2011):
- Curso de acceso a la Universidad para mayores de 25 años
- Curso de acceso a la Universidad para mayores de 45 años
- Grado en Derecho
- Grado en Administración y Dirección de Empresas

Universidad de Alcalá (UAH) (desde 2025):
- Grado en Enfermería
- Grado en Fisioterapia
- Máster en Inteligencia Artificial aplicada a la Industria y las Comunicaciones

Universidad Católica San Antonio de Murcia (UCAM)-Comité Olímpico Español (COE) (desde 2025):
- Grado en Ciencia y Tecnología de los Alimentos
- Grado en Enfermería
- Grado en Fisioterapia
- Grado en Nutrición y Dietética
- Grado en Psicología

Otros centros educativos
- Universidad Popular
- Escuela de educación de adultos
- Escuela Oficial de Idiomas
- Escuela municipal de música

### Transporte

#### Carreteras
Vías de acceso:
- La autovía A-2 Madrid - Zaragoza - Barcelona
- La autopista R-2 Madrid - Guadalajara (de peaje)
- La autovía M-45
- La autovía M-50
- La carretera M-108 que conecta con Ajalvir
- La carretera M-206 que conecta con San Fernando de Henares y Loeches
- La carretera M-300 que conecta con Alcalá de Henares

#### Autobuses interurbanos

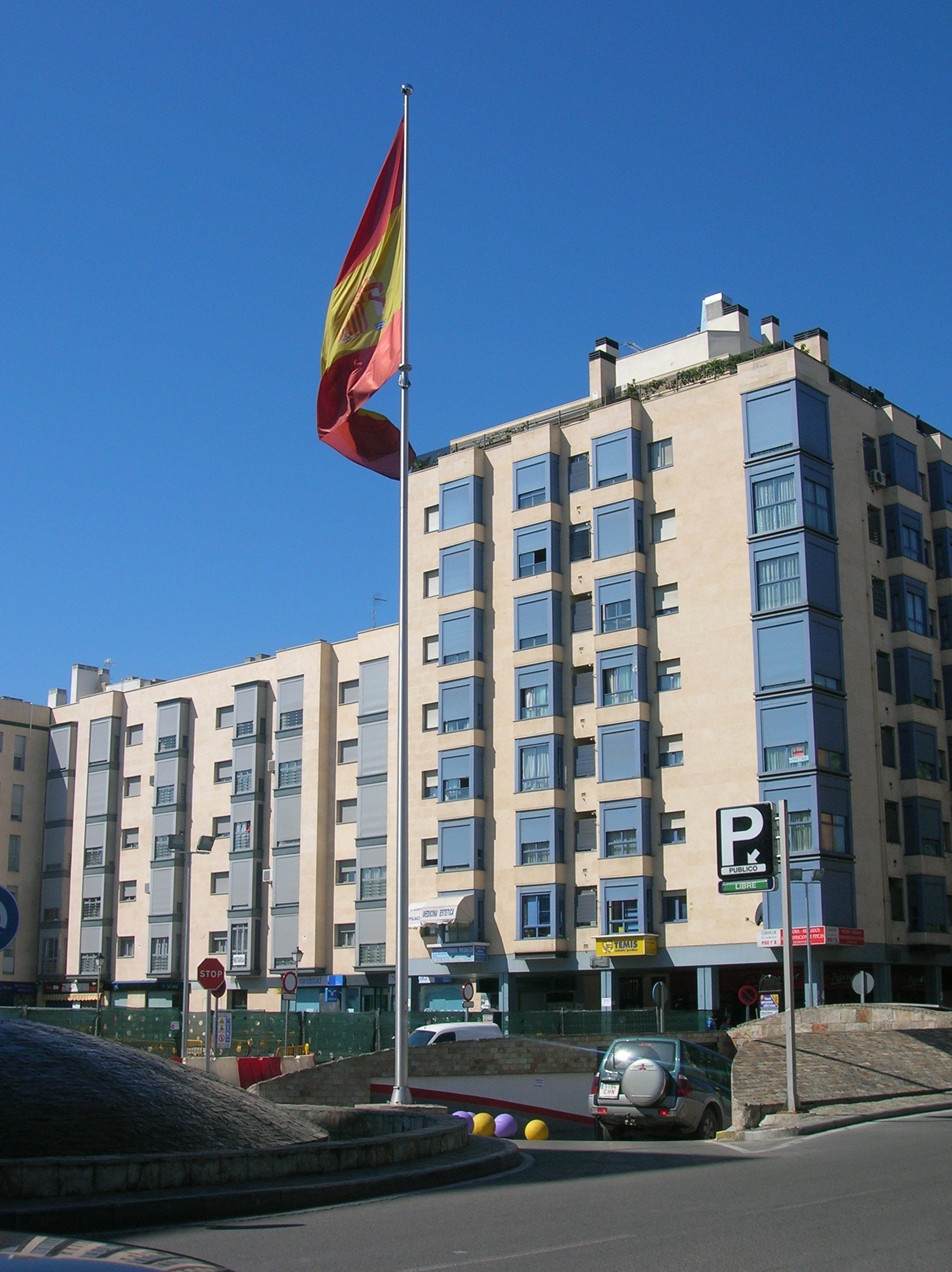
Intercambiador de transportes de plaza de España

Las líneas de autobús interurbano del CRTM ofrecen distintas conexiones directas desde Torrejón de Ardoz. La empresa que tiene la concesión de la mayoría de las líneas es ALSA. El intercambiador de autobuses se encuentra en la plaza de España y lo gestiona dicha empresa.
| Autobuses interurbanos a Madrid | Autobuses interurbanos a Madrid                                        |
| Línea                           | Recorrido                                                              |
| ------------------------------- | ---------------------------------------------------------------------- |
| 224                             | Madrid (Avenida de América) - Torrejón de Ardoz (Hospital de Torrejón) |
| 224A                            | Madrid (Avenida de América) - Torrejón de Ardoz (La Mancha Amarilla)   |
| 226                             | Madrid (Avenida de América) - Torrejón de Ardoz (Soto del Henares)     |
| 824                             | Madrid (Aeropuerto) - Alcalá de Henares                                |

| Otras líneas interurbanas | Otras líneas interurbanas                                           |
| Línea                     | Recorrido                                                           |
| ------------------------- | ------------------------------------------------------------------- |
| 215                       | Torrejón de Ardoz - Paracuellos de Jarama                           |
| 220                       | Torrejón de Ardoz - San Fernando de Henares                         |
| 251                       | Torrejón de Ardoz - Valdeavero - Alcalá de Henares                  |
| 252                       | Torrejón de Ardoz - Daganzo de Arriba - Alcalá de Henares           |
| 261                       | Madrid (Avenida de América) - Nuevo Baztán - Villar del Olmo        |
| 340                       | Torrejón de Ardoz - Mejorada del Campo                              |
| 223                       | Madrid (Avenida de América) - Torrejón de Ardoz - Alcalá de Henares |
| N202                      | Madrid (Avenida de América) - Torrejón de Ardoz - Alcalá de Henares |

#### Autobuses urbanos

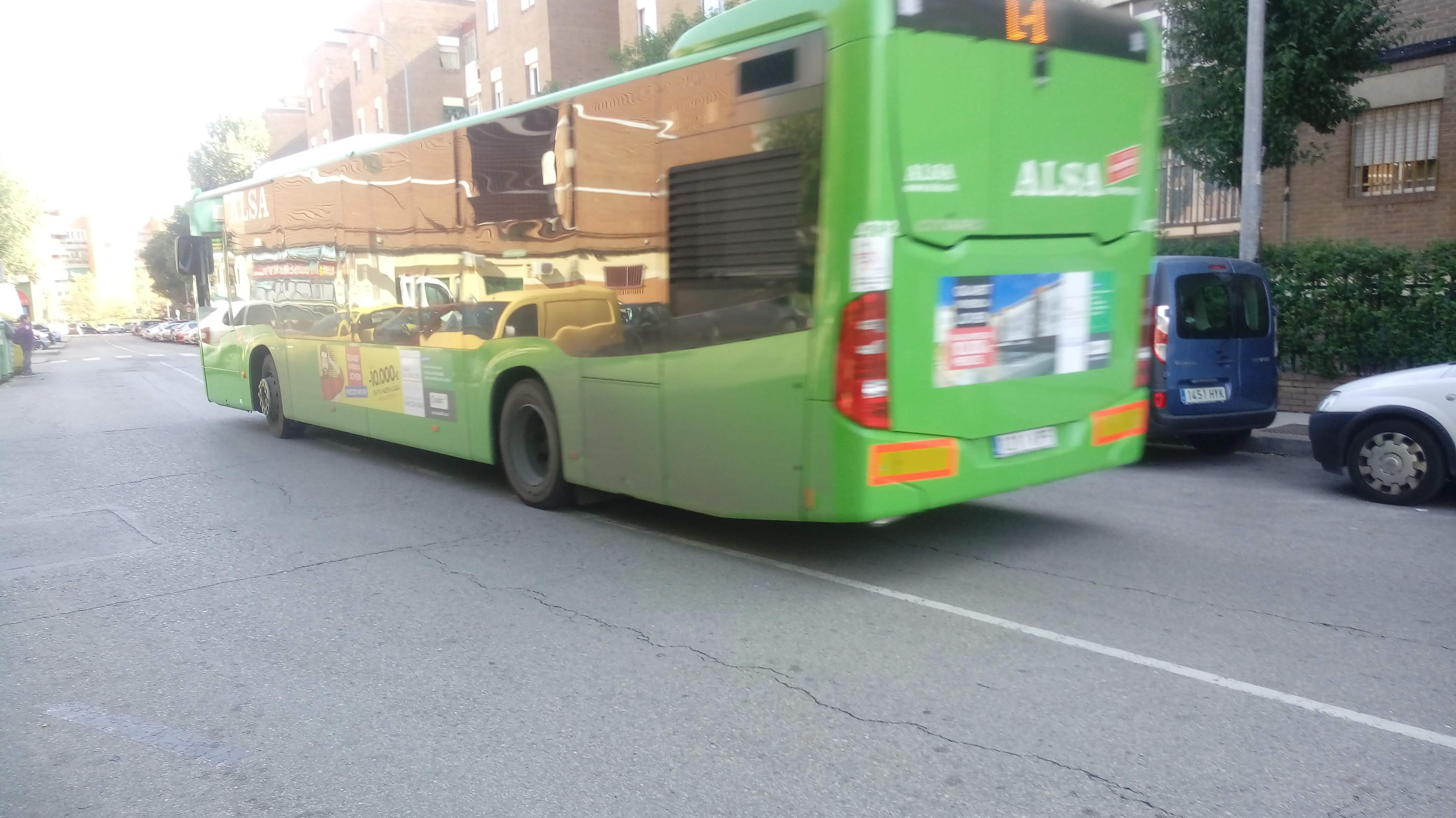
Mercedes-Benz Citaro prestando servicio en la línea 1A

Todos los servicios urbanos pertenecen a ALSA y tienen parada en el intercambiador de la plaza de España.
| Autobuses urbanos | Autobuses urbanos                                 |
| Línea             | Recorrido                                         |
| ----------------- | ------------------------------------------------- |
| 1A                | Circular Torrejón A                               |
| 1B                | Circular Torrejón B                               |
| 2                 | Las Fronteras - Bº Castillo - Los Fresnos         |
| 3                 | Los Fresnos - Pza. de España - Los Almendros      |
| 4                 | Terminal - Parque Corredor                        |
| 5A                | Circular Parque Europa A                          |
| 5B                | Circular Parque Europa B                          |
| 6                 | Plaza de España - Oasiz / Casablanca / Base Aérea |

#### Ferrocarril
Líneas de Cercanías Madrid:

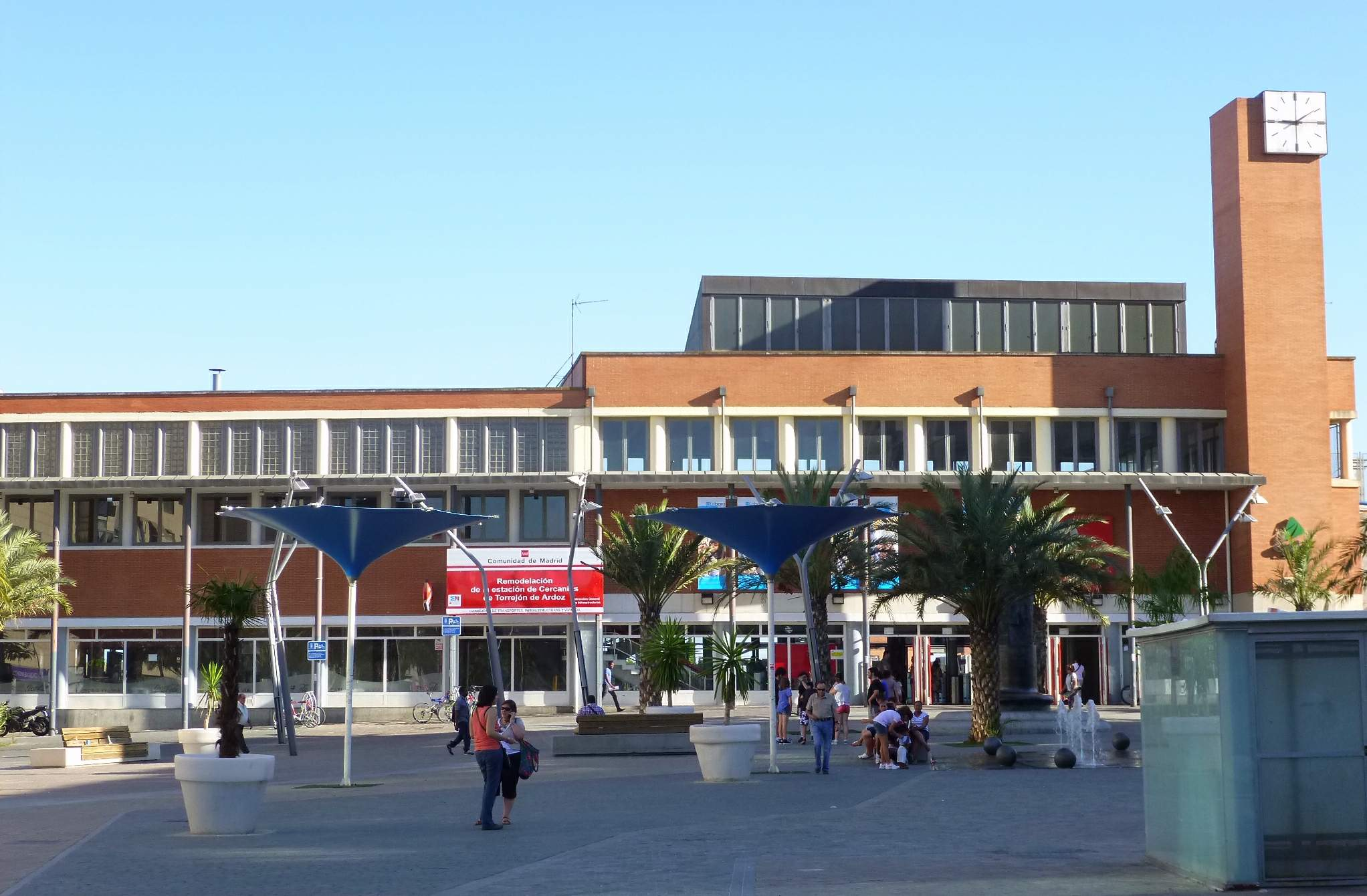
Estación de Cercanías de Torrejón de Ardoz, en la plaza de España

- C-2: Guadalajara - Alcalá de Henares - Madrid Atocha - Madrid Chamartín
- C-7: Alcalá de Henares - Madrid Atocha - Madrid Chamartín - Las Rozas - Príncipe Pío
- C-8: Guadalajara - Madrid Atocha - Madrid Chamartín - Pinar - Villalba - Cercedilla

Torrejón dispone de dos estaciones de ferrocarril: la de Torrejón de Ardoz en la plaza de España, y la de Soto del Henares, en el barrio homónimo y junto al hospital de la localidad.

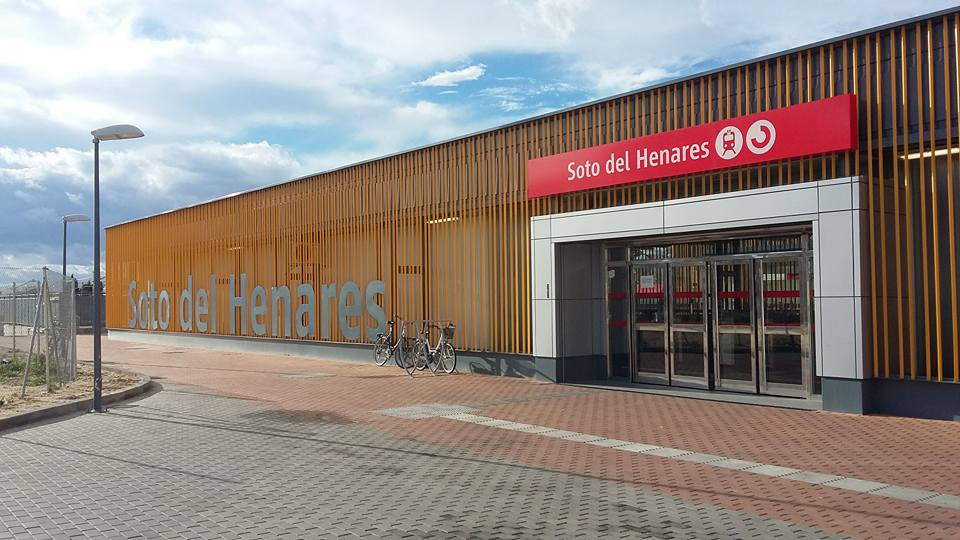
Estación de Soto del Henares

#### Avión
- Aeropuerto Adolfo Suárez Madrid-Barajas: está situado a 6–10 km del centro de Torrejón, según la terminal del aeropuerto elegida.
- Aeropuerto de Torrejón: Ubicado en el término municipal, dentro de las instalaciones de la base aérea, se utilizaba para vuelos comerciales-privados, pero actualmente solo se prestan militares.

#### Taxi
Torrejón de Ardoz tiene un servicio propio y regulado de Radio-Taxi 24 Horas con una flota de 36 licencias que la hace la tercera flota de la Comunidad de Madrid por detrás tan sólo de las flotas de taxi de los ayuntamientos de Madrid y Alcalá de Henares. Son vehículos blancos señalizados con el letrero negro y amarillo en su parte superior y con la bandera amarilla/púrpura y el escudo de la localidad en las puertas delanteras. Servicio adaptado a discapacitados y sillas de bebés/niños.
Paradas de taxi
- Plaza de España: junto a la estación de autobuses
- Parque Corredor: marquesina propia junto a la del autobús urbano L4
- Calle Silicio: frente al Centro Comercial El Parque
- Avenida de la Constitución: a la entrada del Centro Comercial El Círculo
- Calle de Mateo Inurria: a la entrada del hospital
- Estación de Soto del Henares: a la salida de la misma

## Patrimonio

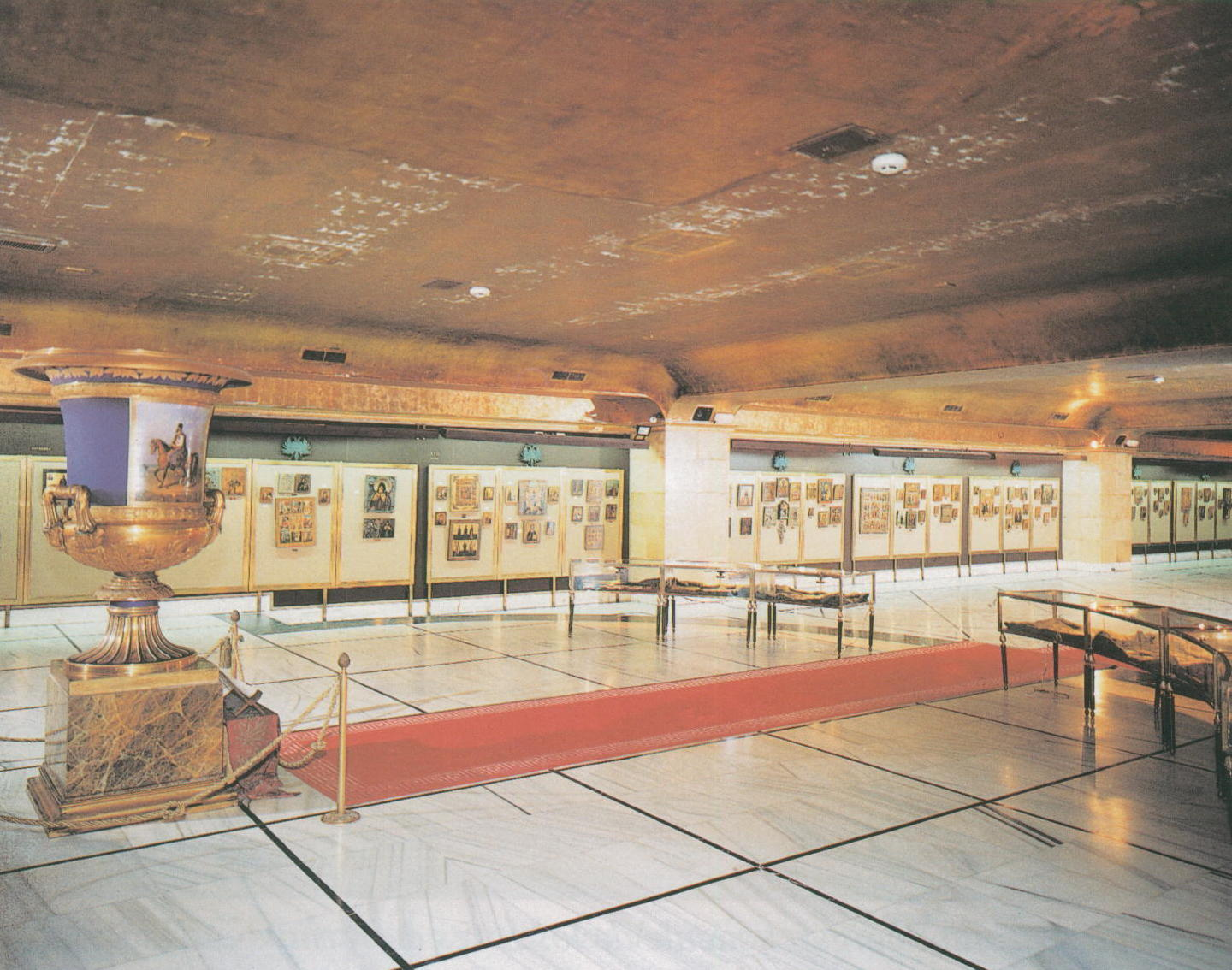
Museo de iconos, Casa Grande

### La Casa Grande
La Casa Grande se encuentra ubicada en la calle de Madrid en el Casco Antiguo de la ciudad. Su fecha de construcción data de finales del siglo XIV y principios del siglo XV. Fundada en el siglo XVI En sus inicios fue una casa de labor de la Compañía de Jesús para administrar al colegio Imperial de Madrid. Tras la expulsión de los jesuitas en 1776 con el reinado de Carlos III de España, tuvo varios propietarios. Durante mucho tiempo fue cuartel de la Guardia Civil hasta 1974 que la adquiere su actual propietario Rafael Onieva que la restauró y la convirtió en el centro hostelero y artístico que es hoy. Además también alberga un importante museo de iconos bizantinos con más de 1200 piezas. También es un hotel de cuatro estrellas.

### El Soto de Aldovea
El Soto de Aldovea es un paraje natural junto a la ribera derecha del río Henares que alberga el castillo de Aldovea. El actual es un palacete construido a finales del siglo XVI. Aunque pertenece al término municipal de San Fernando de Henares está más vinculado a Torrejón. El llamado barrio del Castillo tuvo su origen en las casas de los trabajadores del soto de Aldovea. El soto perteneció al Arzobispado de Toledo hasta la desamortización de Godoy en que pasó a manos de la Corona. En 1869 salió a subasta y desde entonces está en manos privadas.

### Iglesia arciprestal de San Juan Evangelista

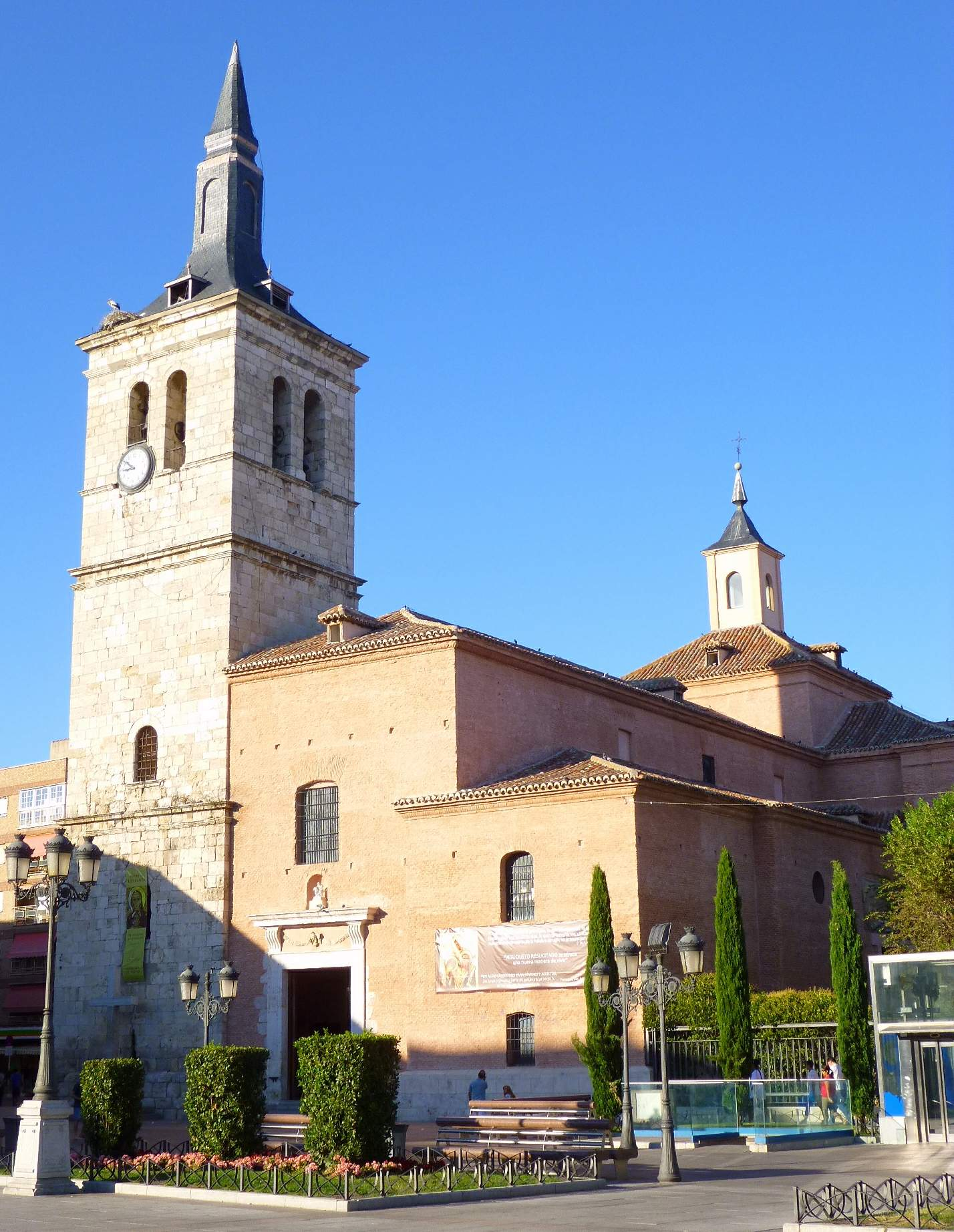
Iglesia de San Juan Evangelista, en la plaza Mayor

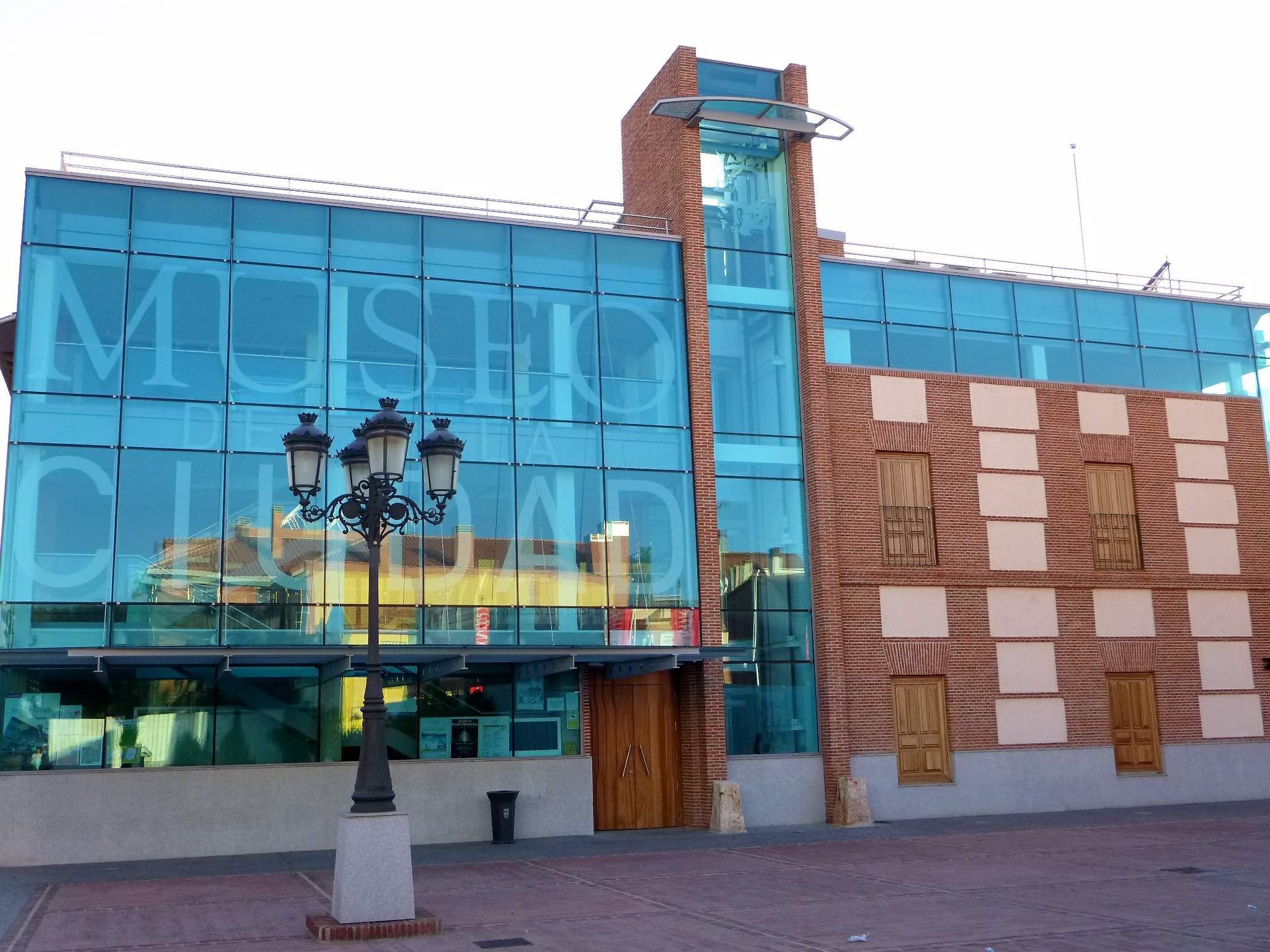
Museo de la Ciudad

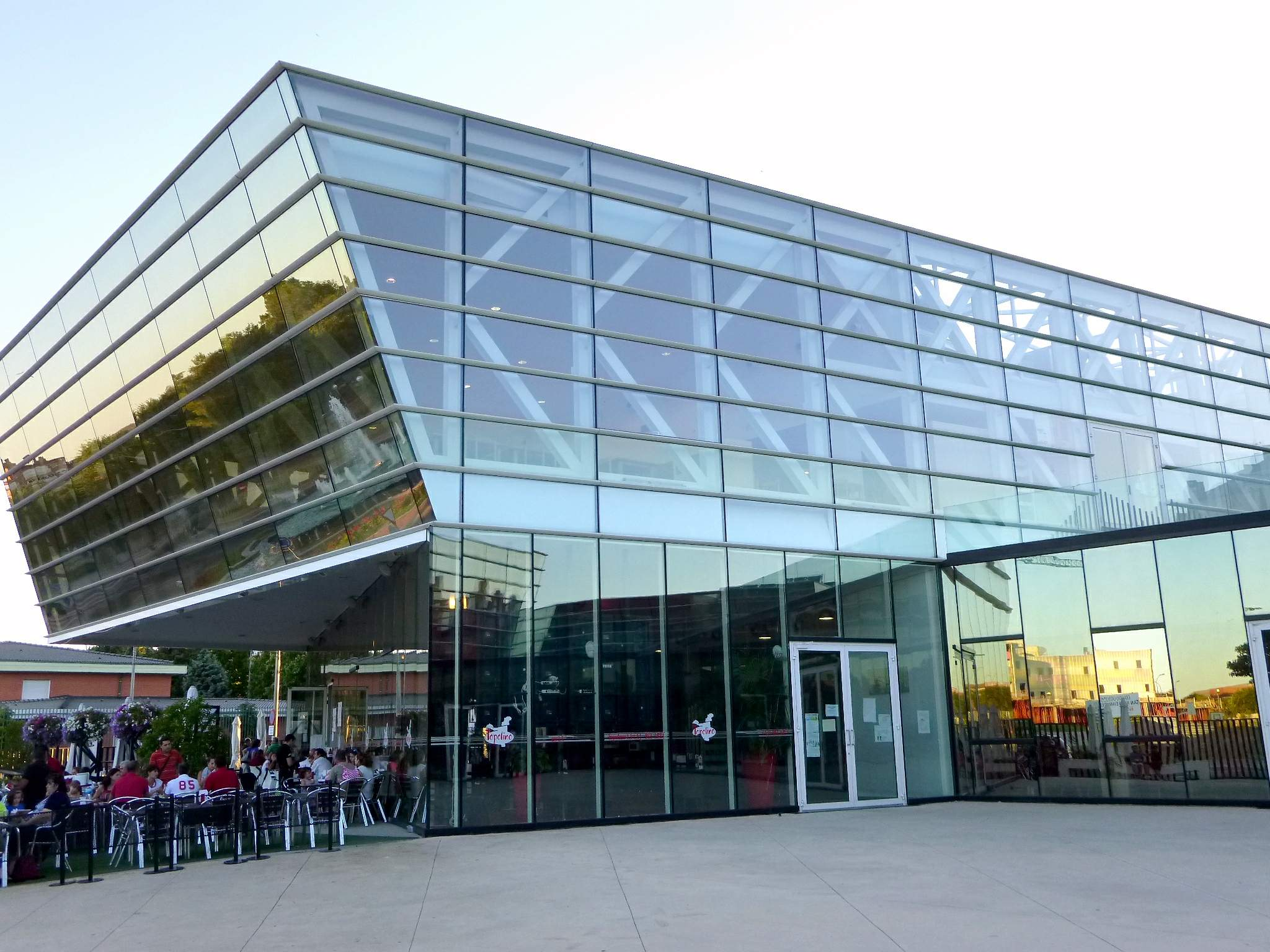
La Caja del Arte

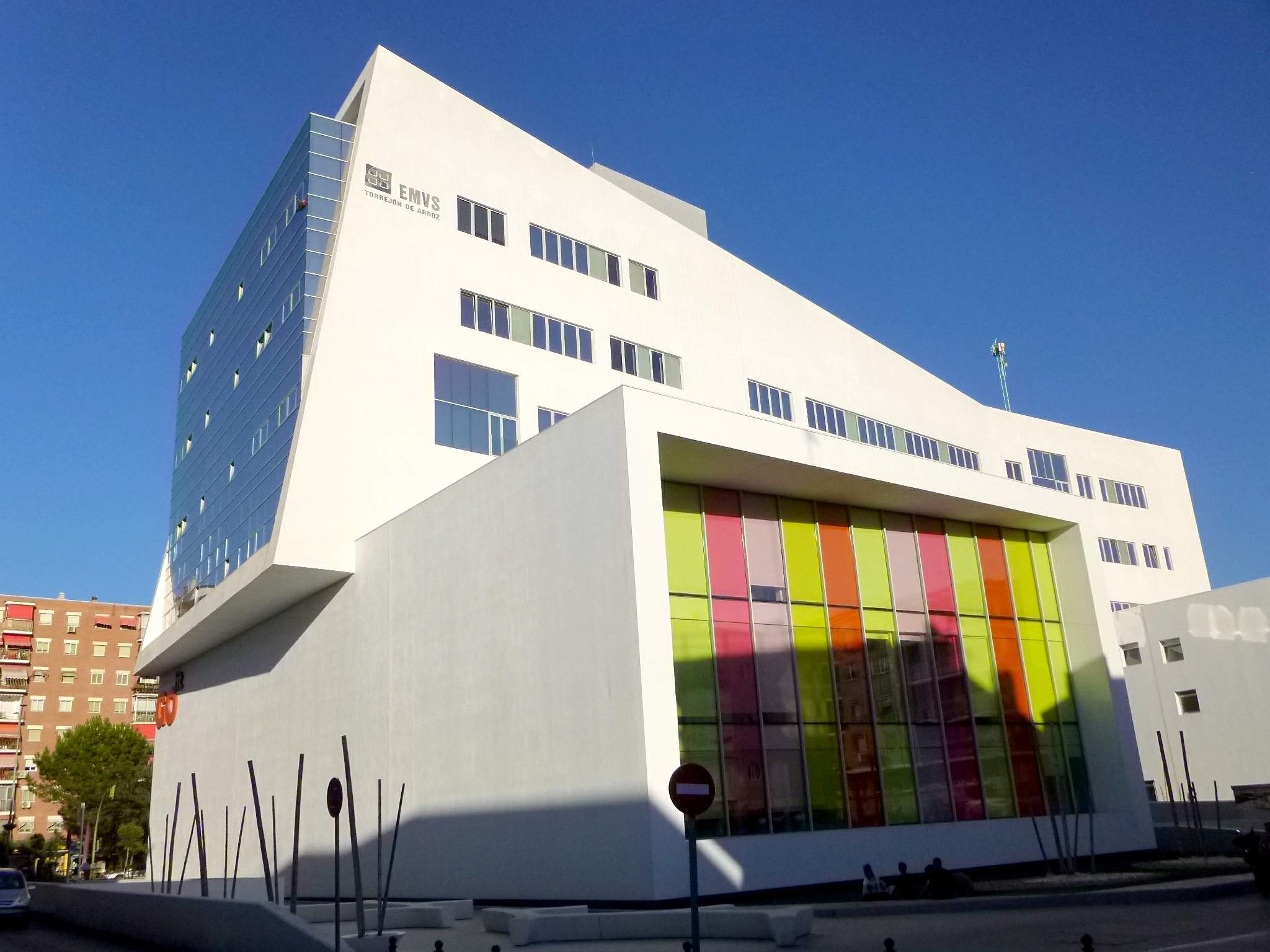
Complejo Inmobiliario Virgen de Loreto

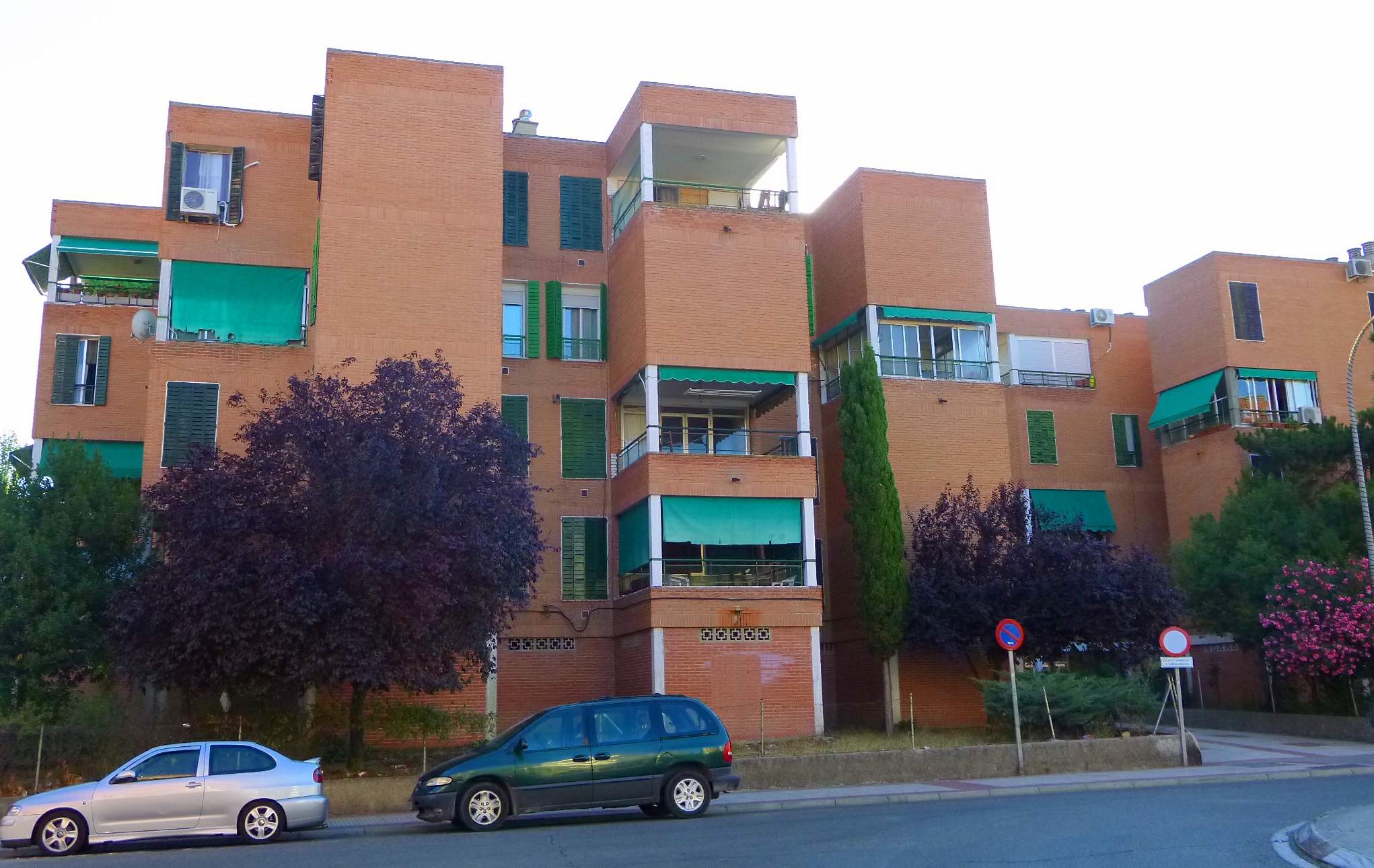
Viviendas experimentales Rafael Leoz

La iglesia de San Juan Evangelista, situada en la plaza Mayor, se construyó a partir del siglo XVI. Al principio fue una iglesia más pequeña con dos capillas y dos naves. En sus inicios se enterraba a los muertos en la iglesia igual que en el resto de España. A partir de 1784 comenzaron las obras de ampliación para quedar tal y como la conocemos hoy en día: de planta basilical, con tres naves y una cúpula.
En la iglesia contamos con un cuadro del famoso pintor Claudio Coello: El martirio de San Juan Evangelista, que data del año 1675.

### Museo de la Ciudad
Se trata de un espacio de más de 1000 m² repartidos en cuatro plantas dedicados a la historia de Torrejón de Ardoz. En la planta baja, se puede contemplar la historia desde el Paleolítico hasta los siglos XI y XII. Además, aquí es donde se puede ver parte del yacimiento encontrado en el barrio Soto del Henares entre los años 2006 y 2007, como los tres enterramientos que se han reproducido. Asimismo, tiene una sala dedicada a los pueblos carpetanos y romanos; y otra al Torrejón medieval, que es cuando se construye el Torreón que dio origen a la ciudad. Así como diversas exposiciones temporales. Entrada gratuita. Horario de visita de miércoles a domingo de 10:00 a 14:00 horas y de 17:00 a 20:00 horas.

### Viviendas experimentales de Rafael Leoz
Situadas entre las calles Maestro Chapí, Maestro Albéniz, Maestro Sorozábal/Navacerrada y los centros IES León Felipe y CEIP Ramón y Cajal. Se trata de un conjunto de bloques de viviendas en altura proyectado en 1973 donde el arquitecto continuó trabajando con el Módulo HELE (desarrollado junto a Herbaz) que permite una alta funcionalidad en la planificación de diversas tipologías edificatorias.

### Otros monumentos y esculturas públicas
- Puente sobre el río Henares: el puente (ya en desuso para el tráfico rodado) salva el río mediante una estructura tridimensional de vigas-celosía metálicas en forma de X al estilo Eiffel, produciéndose el tránsito por su interior. Fue construido en 1889 por la Sociedad Material F.C construcciones de Barcelona. Se sitúa junto a la carretera de Loeches.
- Colegio público El Buen Gobernador: fue el primer grupo escolar edificado para el municipio (1949). Se trata de un edificio de dos plantas con cuerpo central con galería y dos alas separadas de aquel por sendas torres rematadas por chapiteles de pizarra.
- Lavadero, calle Pedro Rodríguez de Campomanes, calle Mariana Pineda.
- Pozo, avenida de la Constitución con la calle de los Hermanos Pinzón.
- San Juan Evangelista, plaza Mayor, en la fachada del Ayuntamiento.
- Torso Agamenón II, 1977, Carlos García Muela, avenida de la Constitución con la carretera de la Base.
- Murales, 1978, Antonia Payero, calle Navacerrada.
- Mural-monumento al Olimpismo, C.D. Joaquín Blume.
- Escultura Gajos (almacenada).
- Monumento a la Constitución Española, calle Veredilla.
- Abrazo, monumento a la Solidaridad, 1986, Pepe Noja, Gta. Las Monjas.
- Torso de mujer, 1999, Mustafa Arruf,[22] calle de la Libertad.
- Homenaje a las Brigadas Internacionales, 2003, José Luis Fernández, avenida de la Virgen de Loreto con la calle Veredilla.
- Floración, 2003, José Luis Fernández, calle Berlín.
- Placa conmemorativa del 11-M, 2004, José Luis Fernández, parque del 11-M.
- Monumento a la Igualdad, 2004, parque de La Chopera.
- Monumento a la Víctimas del 11-M, 2004, José Luis Fernández, plaza de España.
- Monumento a Don Quijote y Sancho, 2005, José Luis Fernández, calle Navacerrada con la calle de San Fernando.
- Leyendo en el caracol, 2006, José Luis Fernández, (a la espera de nueva ubicación).
- Homenaje a Torrejón de Ardoz, 2007, José Luis Fernández, calle Brasil con la calle de Budapest.
- Mujer al Viento, monumento contra la Violencia de Género, 2007, José Leal, avenida de la Constitución con la calle de Budapest.
- Fresno Otoñal, 2008, Javier Rego, calle Eos con la avenida Luna.
- La Rosa, 2008, Juanjo Novella, avenida Madrid con la calle de Lisboa.
- La Cantarera, 2008, Ángel Rubio, calle Cábilas con la calle de Ajalvir.
- Homenaje a los Mayores, 2008, José Luis Fernández, plaza Mayor.
- Arco, 2009, Juanjo Novella, avenida Madrid, parque Las Veredillas y parque de las Palmeras.
- Escudo de Torrejón de Ardoz, 2009, plaza Mayor.
- Latidos, 2009, Juan Carlos López «Colo», parque de La Zarzuela.
- Juventud esperanzada, 2009, José Luis Fernández, parque Polis.
- Estante con libros, 2009, Javier Rego, plaza del Maestro.
- Buscando el rumbo, 2010, Javier Rego, avenida de Cristóbal Colón con la calle de los Hermanos Pinzón.
- Mural del Centro Cultural Las Fronteras, 2010, Lola Remesal y Fernando Plaza, calle Salvador Allende.
- Caballos en libertad, 2010, José Luis Fernández, calle Enmedio.
- Mural del colegio El Buen Gobernador, 2010, Manuel Ojeda, calle Juan XXIII con la ronda de Poniente.
- Obelisco de la Constitución, 2010, Javier Rego, avenida de la Constitución con la avenida Fronteras.
- Los árboles que faltan, 2010, Manuel Ojeda, avenida Fronteras con la avenida de la Constitución.
- Homenaje a los músicos, 2010, José Luis Fernández, calle Hospital.
- El Caballero de la Triste Figura, 2010, Manuel Ojeda, parque Ardoz.

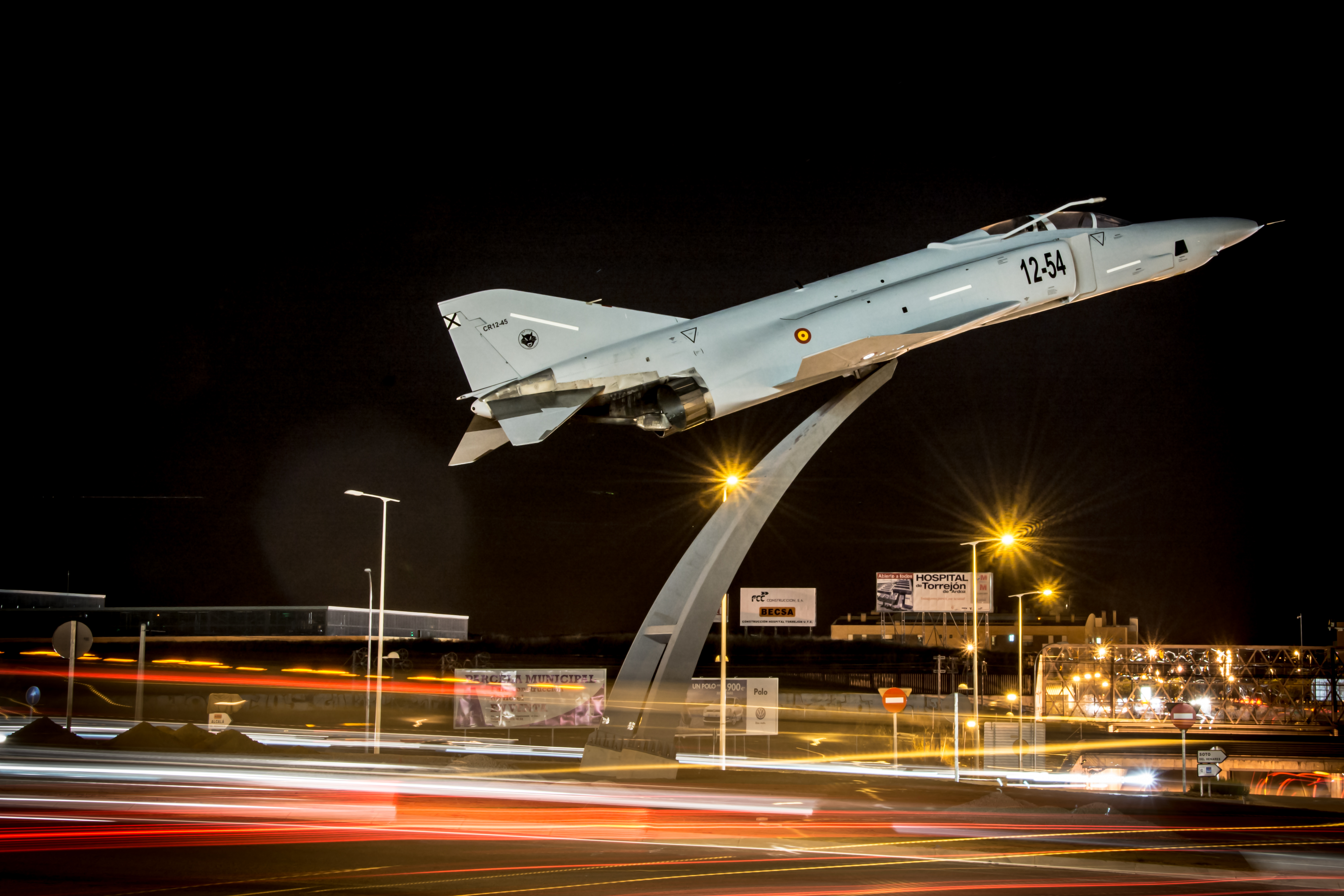
Caza McDonnell Douglas F-4 expuesto en Torrejón de Ardoz

- Homenaje a la aviación militar, 2013, Ejército del Aire, avenida de la Constitución con el paseo de la Concordia

Existen además un número significativo de fuentes ornamentales en los parques y plazas de la localidad.

### Parques y jardines

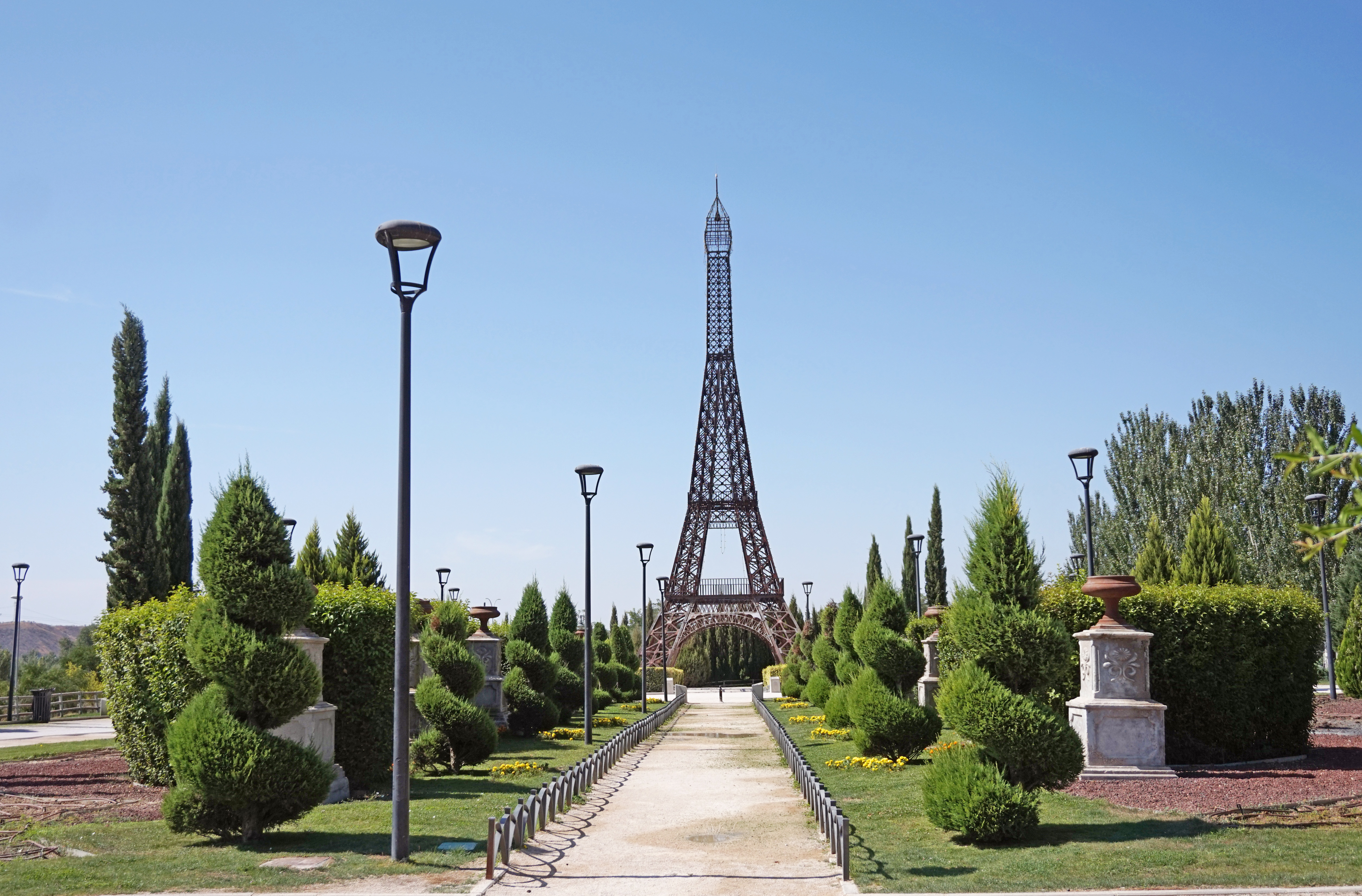
Réplica de la Torre Eiffel de París en el parque de Europa

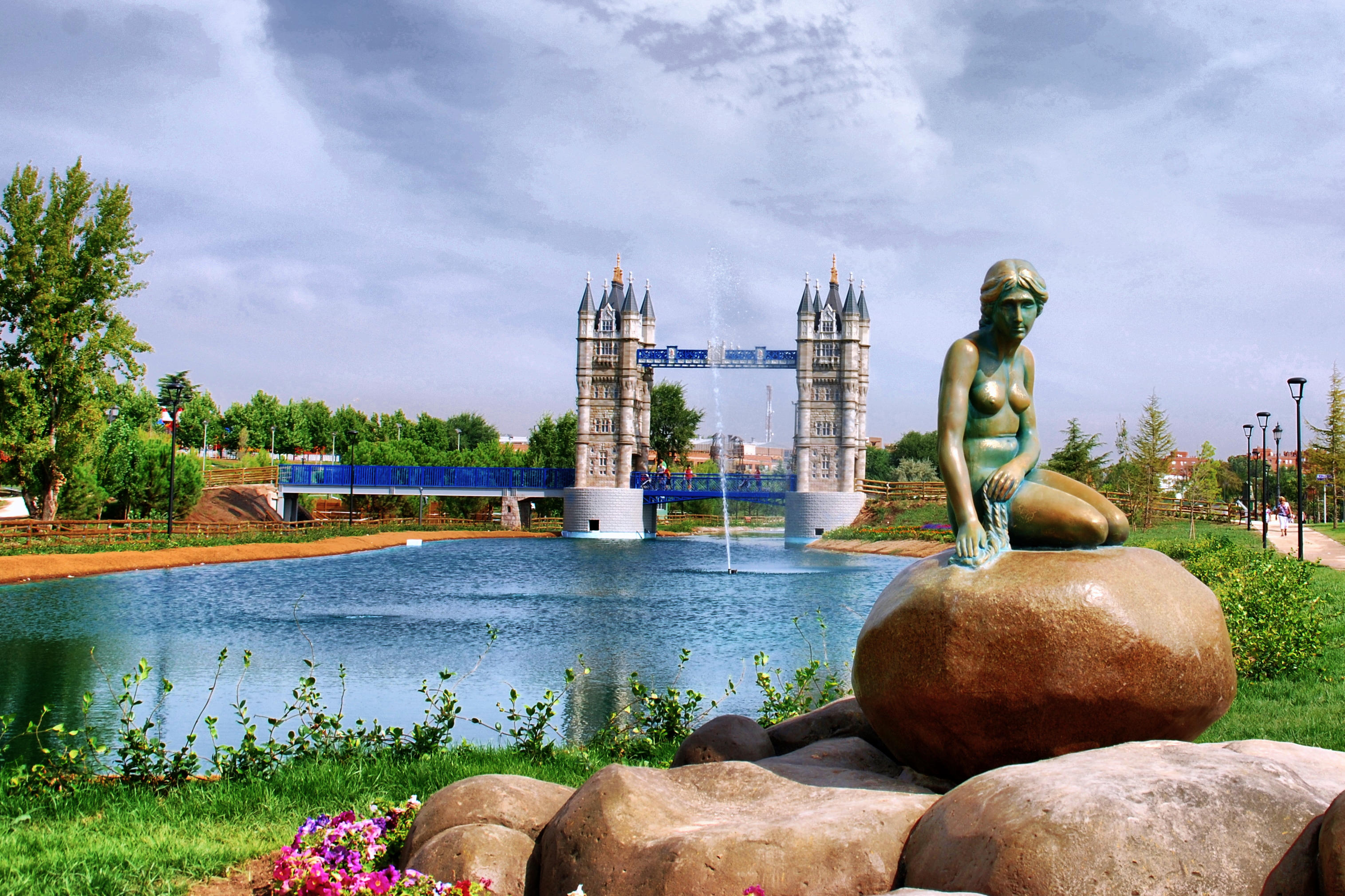
Lago en el parque Europa con réplicas del Tower Bridge (Londres) y de La Sirenita (Copenhague)

- Parque Europa: inaugurado en septiembre de 2010, se trata de la mejora y ampliación del antiguo parque del arroyo Ardoz. Cuenta con cerramiento y un completo programa de paisajismo a base de especies naturales y monumentos asociados a los distintos países que constituyen la Unión Europea. Este parque contiene varias áreas de ocio: embarcadero, barcas infantiles, zona de tiro con arco, zona multiaventura, laberinto láser, alquiler de cuadriciclos, fuente cibernética, etc. Algunos de los monumentos que contiene el parque Europa son la Puerta de Alcalá, la plaza del Sol, la Torre Eiffel, la sirenita, el barco vikingo y además contiene un trozo original del Muro de Berlín, cedido gratuitamente por el Ayuntamiento de esta ciudad. Junto a cada una de estas reproducciones se ha instalado un panel explicativo con referencias al monumento original. Dentro del parque también se han señalizado otros 23 puntos de interés ya que dispone de merendero, cascada, diferentes plazas tematizadas, miradores y templetes. Actualmente también se puede disfrutar de la mujer gigante,[23] que permite aprender de forma vivencial cómo funciona el cuerpo humano.
- Parque central: localizado detrás del ayuntamiento, con un gran lago y zona de juegos espectacular.
- Gran Parque y parque del Ocio: se sitúan en el barrio de Los Fresnos. Aunque son dos parques distintos funcionan como uno solo, permitiendo enlazar la estación del ferrocarril con el barrio de Los Fresnos. El primero contenía una senda botánica de la que poco queda y tras la última remodelación cuenta con 2 fuentes ornamentales y una rosaleda. El segundo alberga un lago, la montaña artificial, un muro de escalada, la zona skating, un circuito de entrenamiento, una zona para perros sueltos y el recinto ferial.
- Parque de las Veredillas: se sitúa en el barrio de Las Veredillas como indica su nombre. El más grande de los antiguos parques de la ciudad también recibe comúnmente el nombre de «parque de los Patos», ya que en su estanque central siempre ha habido una pequeña bandada de estas aves. Cuenta con dos pistas deportivas, el circuito de Educación Vial, mesas de Ping-pong, un palomar (cerrado), un bar con terraza, áreas infantiles y geriátricas y una explanada que es el punto de reunión local de los aficionados a la petanca.
- Parque de los Fresnos: concebido como prolongación del Gran Parque. Se sitúa en el barrio homónimo. Tiene dos zonas diferenciadas recientemente empliadas y renovadas. La zona más próxima a las viviendas es totalmente plana y cuenta con praderas, plazas, áreas in fantiles y una fuente singular. La otra zona es más abrupata y cuenta con caminos serpenteantes, un circuito de entrenamiento y otras instalaciones.
- Parque del Juncal: recientemente reformado, este parque, que recibe comúnmente el nombre de La Pradera, cuenta con un estanque con isla artificial, una zona para perros sueltos, áreas infantiles y geriátricas, una ludoteca, un teatro al aire libre y grandes superficies de césped (lo que ha dado lugar al sobrenombre). También cuenta con mesas para jugar al ping pong.
- Parque de la Zarzuela: se trata de otro de los grandes parques que acaba de ser remodelado. Se encuentra sobre un antiguo vertedero de escombros y tierras, lo que dio lugar a la creación de una gran montaña artificial sobre la que se ha colocado ahora un mirador con pérgola y una escultura monumental. Cuenta con una fuente ornamental, mesas de ping-pong, pistas deportivas de tierra, áreas infantiles, un olivar, una rosaleda y un pequeño depósito-estanque de agua.
- Parque del Rosario: se encuentra alrededor de la parroquia de la Virgen del Rosario y tiene forma triangular. Cuenta con áreas infantiles y pistas de petanca.
- Parque de las Palmeras: se trata de una de las últimas remodelaciones. El parque constaba de dos paseos confluyentes con bancos serpenteantes de cerámica que tenían tres estructuras, una en cada acceso. Dos de ellas eran unos pequeños plintos con tres palmitos cada uno (lo que le daba el nombre) y el otro era un volumen geométrico con una torre cilíndrica revestida de gresite rojo (parecido a un cohete). Ahora se han eliminado los muretes de cerámica y los bancos que delimitaban las zonas de plantación haciendo el espacio más permeable a la vista. Además se han incorporado dos esculturas monumentales de acero del escultor Juanjo Navallo. Se encuentra en el barrio de Las Veredillas.
- Parque de San Juan Evangelista: junto al solar de la antigua plaza de toros, este parque (uno de los más antiguos) se ha remodelado y vallado últimamente. Se encuentra en el Casco Antiguo.

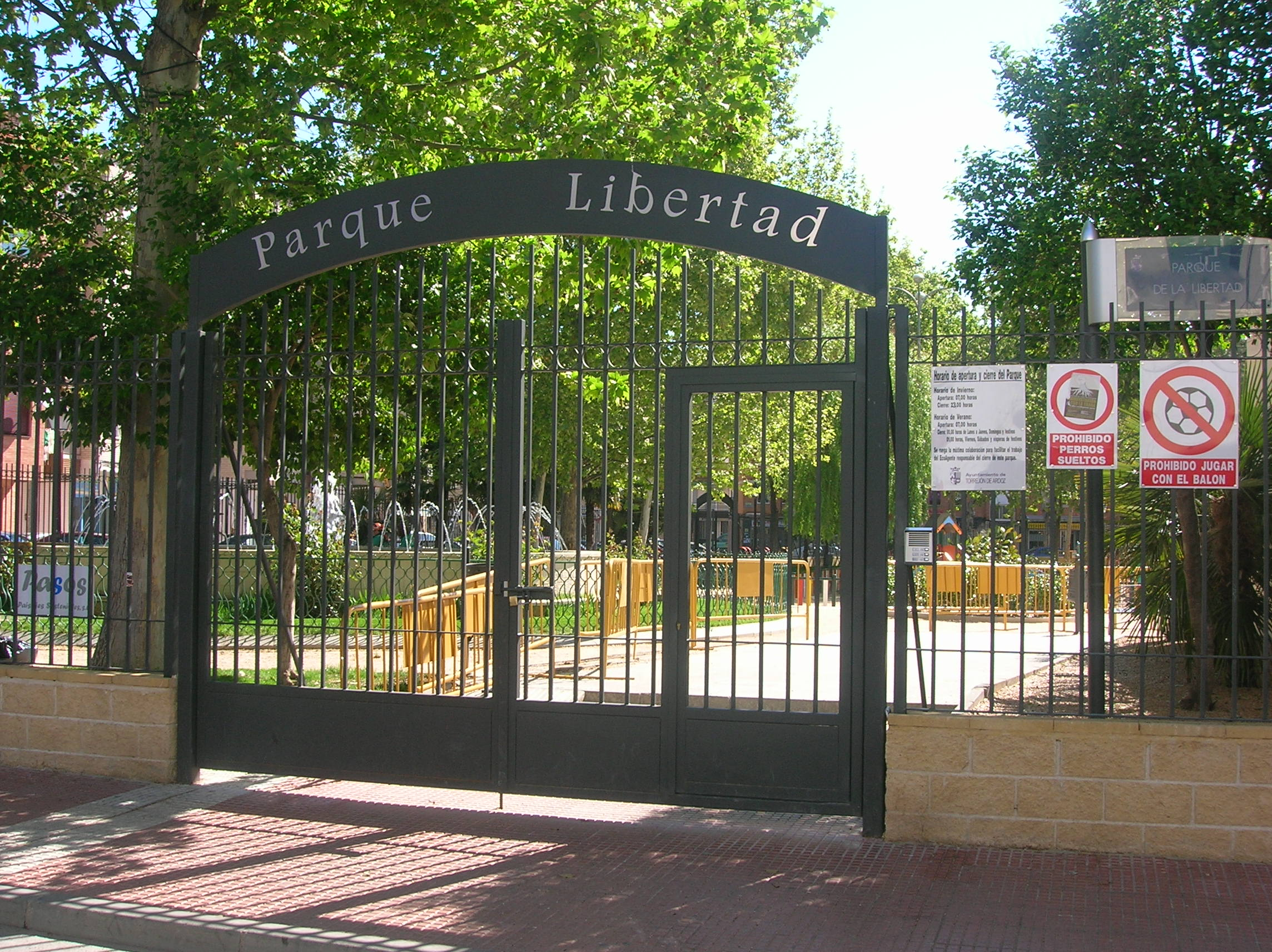
El parque de la Libertad, uno de los parques más antiguos

- Parque de la Libertad: se trata de otro de los parques más antiguos de la localidad y que también se ha reformado últimamente. En un principio contó con uno de los elementos más singulares: una fuente con juegos de agua y colores secuenciados: la fuente de colores que popularmente denominó al parque como «el parque de la Fuente de Colores», antes de que el Ayuntamiento pusiese nombres a los parques de la ciudad. Recientemente y tras décadas de abandono ha sido derruida en marzo de 2020, contrayéndose en su lugar un parque para perros. Se sitúa en el Casco Antiguo.
- Parque del 11 de Marzo: creado a raíz de los trágicos acontecimientos del 11 de marzo de 2004, es un homenaje a los ciudadanos de Torrejón víctimas del atentado. El parque cuenta con una placa-monumento bajo la cual se enterró una urna con los objetos que, como muestra de dolor y cariño, colocaron los ciudadanos en la plaza de España. Se sitúa en el barrio de Las Veredillas.
- Parque de la Chopera: se trata de un paseo arbolado paralelo a la avenida de Madrid en su primer tramo y que cuenta con áreas infantiles y geriátricas, una fuente ornamental y una escultura. Se encuentra en el barrio de Las Veredillas.
- Parque del Arte: el parque estará muy ligado en un futuro cercano al complejo del nuevo Centro Cultural de Los Fresnos ya que este se concibe como una ampliación de aquel.
- Parque de la calle de Berlín: se encuentra sobre la calle del mismo nombre y está partido en dos por la parroquia de Nª Sra. de La Soledad y el edificio de Ed. Infantil del CEIP Severo Ochoa. Tiene dos fuentes ornamentales (una con un grupo escultórico) y áreas infantiles. Está en el interior del parque de Granada.
- Parque del Agua: Este parque se compone del antiguo parque de Alcalá y el solar que ocupaba el cementerio viejo. Ha sido reformado recientemente incluyendo numeras fuentes ornamentales iluminadas por la noche, en las que es posible observar juegos de agua. Además dispone de un invernadero que actualmente contiene una pequeña colección de cactus. Se sitúa en el barrio de Torreparque o Bilbao.
- Jardines de los Mayas, los Aztecas y los Incas: tres jardines que pasan inadvertidos y que se encuentran en un lamentable estado de conservación. Se encuentran en la avenida de la Constitución con la calle Almagro, en la calle Hnos. Pinzón y en la calle Legazpi, respectivamente en el barrio de La Zarzuela.

Existen además otros muchos jardines y parques nuevos o de menor entidad distribuidos por muchos barrios. En Soto del Henares y La Mancha Amarilla existen dos parques de distinta superficie: el gran parque lineal del Henares o parque de los Miradores (aún bastante pobre de vegetación) y el parque de la calle Holanda (ya abierto).

## Cultura

### Instalaciones culturales

#### Centros culturales
- Casa de la Cultura, calle Londres, 5
- Centro cultural El Parque, calle Hilados, 1
- Centro cultural Las Fronteras, calle Salvador Allende, 7
- Centro cultural Rafael Alberti, calle Cañada, 50
- Centro cultural La Caja del Arte, calle Joaquín Blume con calle Eos

#### Bibliotecas
- Biblioteca municipal Central Federico García Lorca, plaza del Maestro, s/n
- Biblioteca municipal Gabriel Celaya, calle Salvador Allende, 7
- Biblioteca juvenil municipal La Isla Misteriosa, calle Cañada, 50
- Biblioteca Caja del Arte, calle Joaquín Blume con calle Eos

#### Otras dotaciones culturales
- Teatro municipal José María Rodero, calle de Londres, 3
- Sala municipal de exposiciones, calle de Londres, 5
- Museo de Iconos, calle de Madrid, 2
- Museo de la Ciudad, avenida de la Constitución, 61
- Ludoteca Gloria Fuertes, avenida de Madrid, 22
- Ludoteca La Cañada: calle de la Cañada, 50

### Fiestas, costumbres y eventos
- Fiestas Populares: se trata de las fiestas más importantes del municipio. El recinto ferial (en el parque del Ocio) aglutina los principales eventos: atracciones, casetas de peñas de la ciudad, corridas de toros, encierros y los principales conciertos con artistas de gran calidad en la mayoría de los casos. En la plaza Mayor se sitúa el otro gran centro de estas fiestas y alberga el pregón, bailes con orquesta, la concentración de peñas, actividades infantiles y algunos conciertos. Durante las fiestas también se organizan campeonatos y parques infantiles por los barrios y para cerrarlas, el último día hay un desfile y un gran castillo de fuegos artificiales. Tienen lugar del viernes del tercer fin de semana de junio al miércoles siguiente. El lunes y el martes son festivos locales.
- Fiestas patronales: estas fiestas eran las únicas que existían en la localidad hasta que se decidió moverlas del calendario desde octubre a junio debido al mal tiempo que suele hacer en otoño. Sin embargo, por devoción a la Virgen del Rosario (en honor a la cual se realizan las fiestas de octubre), se decidió finalmente celebrar ambas: patronales y populares. Durante las fiestas patronales, hay varios actos religiosos: misa solemne, procesión, rosario cantado por las calles del casco, ofrenda de flores, etc. También se organizan conciertos, actos infantiles, corridas de toros, encierros, fuegos artificiales y otros eventos. La mayor parte de estos acontecimientos tienen lugar en la plaza Mayor. Tienen lugar el fin de semana más próximo al 7 de octubre (festividad de la Virgen del Rosario).

Virgen del Rosario

- Día de la Tortilla: se trata de una celebración local antiquísima y de origen agrícola. Aunque no es festivo, los torrejoneros salen a correr la tortilla: se juntan las familias y amigos para disfrutar del aire libre y comer tortilla. El Ayuntamiento organiza en el recinto ferial espectáculos, pasacalles de gigantes y cabezudos, concurso y degustación de tortillas, etc. Antiguamente se celebraba en el paraje del Olivar junto al pino centenario (actualmente barrio de La Zarzuela). Muchos vecinos aprovechan para disfrutar de la vega del Henares y correr la tortilla en su ribera. Se celebra el día 3 de febrero.
- Carnavales: en el municipio, estas fiestas tienen ya un gran arraigo y esto se nota en la alta participación de los vecinos en todas sus actividades. Hay concursos de chirigotas y disfraces, pasacalles, espectáculos, un desfile del entierro de la Sardina, etc. Se celebran en el mes de febrero (fecha variable, según el inicio de la Cuaresma).
- Semana Santa: de carácter eminentemente religioso, destacan las procesiones que se llevan a cabo en los principales días de dicha semana. Especialmente destaca la procesión del Encuentro, una procesión de larga tradición que se realiza en la mañana del Domingo de Resurrección en la que las imágenes de Cristo Resucitado y la Virgen recorren por separado las calles de la ciudad para encontrarse finalmente en la plaza de España y la procesión del Silencio el Miércoles Santo, en la que sale el Cristo de la Vera Cruz, acompañado de sus cofrades vestidos con sus hábitos y portando antorchas. Los actos están organizados por las Parroquias, la Hermandad de la virgen del Rosario y Hermandad de la Vera Cruz y Nuestra Señora de la Soledad. Estas fiestas tienen lugar en el mes de marzo o abril (según la ubicación de la Cuaresma)y están declaradas de Interés Turístico Regional desde 2014.[24]
- Mágicas Navidades: el municipio se engalana cada vez más profusamente para recibir la llegada de la Navidad. Luces de colores, árboles gigantes y distintos ornamentos decoran las calles. También en las últimas ediciones se han instalado pistas de patinaje sobre hielo, un área escenográfica con atracciones animatrónicas denominada la «Ciudad de los Niños» y atracciones infantiles y se han organizado varios espectáculos y conciertos. En la Noche de Reyes tiene lugar la Cabalgata y un Trono Real está a disposición de los niños para que puedan entregar sus cartas a los Reyes Magos de Oriente. Las celebraciones tienen lugar durante el Adviento y las fiestas de Navidad. En 2017 las Mágicas Navidades de Torrejón fueron declaradas fiestas de interés turístico regional de la Comunidad de Madrid y Capital Europea de la Navidad de 2018, junto a la ciudad belga de Lieja.[25]
- Día de la Comunidad de Madrid: al igual que en el resto de municipios de la región, este día se conmemora el Alzamiento del pueblo de Madrid contra las Tropas Napoleónicas en 1808. Se organizan distintos actos en la plaza Mayor tales como: degustación de cocido, un mercado de época, espectáculos de chotis y zarzuela, etc. Tiene lugar el 2 de mayo.
- Verano Cultural: durante los meses de julio y agosto, el Ayuntamiento programa una serie de ciclos y actividades que engloban espectáculos infantiles, cine al aire libre, conciertos, teatro, etc. Las actividades son gratuitas y tienen lugar en la plaza de toros municipal.
- Día de la Constitución: para conmemorar la proclama de la Constitución Española de 1978, el Ayuntamiento organiza diversos actos públicos entre los cuales merece especial atención, debido a su ya larga tradición, la Carrera Popular. Ésta tiene lugar a lo largo de varios circuitos urbanos hechos a medida de la edad de los distintos grupos participantes. Tiene lugar el día 6 de diciembre.
- Ferias: en los últimos años se han organizado distintas ferias gastronómicas como Torrejón se DesTapa o la Feria del Marisco. También se ha organizado últimamente la Feria del Stock o la Feria de Empleo.
- Festival Internacional de Artes de Vanguardia: con una impactante primera edición, el festival acoge espectáculos de calle de varios formatos y distinta entidad: teatro, danza, circo, música, etc. Los espectáculos son gratuitos y se desarrollan en plazas y explanadas del casco urbano. La Fura dels Baus fue la encargada de bautizar al nuevo festival con un gran espectáculo en la plaza de España. Se celebra a finales del mes de mayo.
- Festival Internacional Locos X los 80: se trata de un festival de música pop que se encuentra (tras 2 ediciones) suspendido temporalmente. Los conciertos tienen lugar en una carpa gigante instalada en el recinto ferial. Los artistas participantes son grandes hitos de la música de los años 1980. Entre otros, han pasado por el festival Marta Sánchez, Miguel Bosé, Gloria Gaynor, Boney M y Luz Casal. También se organizan actividades paralelas como exposiciones de coches de la época, etc. Tiene lugar en el mes de septiembre.
- Festival Torremusic: este festival sirve de lanzadera para los grupos locales. Se organizan los conciertos durante un fin de semana en varios escenarios y ambientes según la tendencia musical de los grupos. Tiene lugar en el recinto ferial en el mes de junio.
- Urban Festival: el festival que muestra el panorama de la cultura urbana del siglo XXI organiza contiene conciertos de hip-hop, área de breakdance, zona de grafiti y otras actividades. Tiene lugar en el recinto ferial en otoño o primavera.
- Concurso internacional Mari Puri Express: este concurso con dilatada trayectoria, acoge propuestas en los campos de fotografía, poesía, relato corto y cómic de jóvenes (entre 13 y 30 años) de todo el mundo. Se celebra en los meses de invierno.
- Concurso de tortillas Pepín Fernández: se trata de un concurso gastronómico que se celebra dentro de la programación del Día de la Tortilla. Las participantes deben ser imaginativas e incluir al menos un ingrediente más aparte de la patata, el huevo y la cebolla. Tiene lugar el día 3 de febrero.
- Certamen Nacional de Teatro para Directoras de Escena: este certamen se celebra en el Teatro Municipal José María Rodero programándose todos los montajes a concurso. Como su nombre indica, las piezas deben ser dirigidas únicamente por mujeres. La creación de este certamen le valió al municipio el reconocimiento de la Federación Madrileña de Municipios, por su lucha por la igualdad. Tiene lugar en primavera.
- Muestra de Teatro Escolar: desarrollada en los meses de primavera, esta muestra permite a los escolares del municipio mostrar sus dotes interpretativas e indagar en el mundo del teatro como manifestación artística y colectiva.
- Certamen Nacional de Pintura Ciudad de Torrejón: este certamen bianual promueve la creación artística, el encuentro, la innovación y el intercambio de experiencias entre artistas de todo el país.
- Concurso Regional de Chirigotas: este concurso va dirigido a grupos de entre 10 y 35 participantes residentes en la Comunidad de Madrid que presenten un espectáculo (disfraces y letras) original e inédito.
- Certamen Local de Artes Plásticas y Fotografía: También con carácter bianual, este certamen busca incentivar el trabajo individual y colectivo entre las diversas especialidades artesanales y artísticas a fin de desarrollar propuestas innovadoras, así como promover las nuevas alternativas de utilización de los procesos artesanos y los materiales tradicionales y el acceso y experimentación de nuevos métodos de trabajo. Recoge las modalidades de pintura, cerámica, textil, escultura y fotografía.
- Además el municipio participa en las redes de difusión cultural de la Comunidad de Madrid, permitiendo mostrar en la localidad obras teatrales, exposiciones, etc. itinerantes desarrolladas por la Consejería de Cultura.

### Ocio
Torrejón de Ardoz cuenta con las siguientes opciones:
- Cafés y Bares de Copas: Zoco de la calle Lisboa, cafés y bares de las zonas Juncal, parque de Cataluña, avenida Virgen de Loreto y varios bares de copas en el entorno de las calles Cervantes, Cantalarrana y Jabonería.
- Discotecas: localizadas junto al Puente de los Americanos existe una zona de bares de copas de grandes dimensiones que abren durante toda la noche. También hay discotecas en las zonas de La Solana y barrio San José.
- Teatro municipal José María Rodero: calle Londres, 3
- Plaza de toros municipal: en el parque del Ocio.
- Parque de Europa: además de ser una zona verde ofrece actividades de ocio como zonas infantiles, tirolinas, lago navegable para barcas, tiro con arco, laberinto láser, etc.
- Salas municipales de exposiciones: en la plaza Mayor y en los distintos centros culturales.
- Centro comercial El Círculo: Ubicado en el centro de torrejón en la avenida de la Constitución, 90. Dispone de más 20 pequeños comercios y servicios especializados, entre lo que cabe destacar informática, sonido profesional, telefonía, estudio fotográfico, joyería y tiendas de ropa, zapatería, entidad bancaria y clínica dental, entre otros.
- Centro comercial Parque Corredor: en la carretera M108 a Ajalvir, dispone de cines Cine Yelmo y una bolera y 25 restaurantes y bares cafeterías y Gimnasio.
- Centro comercial Oasiz Madrid: en la avenida de los Premios Nobel 13 dispone de cines Cinesa una bolera, karting, gimnasio, túnel de viento y 32 restaurantes y cafeterías.
- El ayuntamiento promueve también una serie de actividades para jóvenes de ocio alternativo: Torrejón a Tope y Aula de Ocio y Naturaleza.
- Además, la Concejalía de Mayores tiene un completo programa de actividades culturales, viajes, etc. para los vecinos más mayores del municipio.

### Deporte
En Torrejón hay numerosos equipos de fútbol tanto base como de aficionados como la Peña Torrejonense San Isidro, el AD Torrejón CF, el parque de Granada, la Plata, el CF Torrepista o el Juventud Torrejón.
Torrejón cuenta con varios campos de fútbol, todos ellos de césped artificial excepto los de la C.D. Joaquín Blume, que son de tierra:
- Estadio municipal Las Veredillas, calle de Turín, s/n
- Campo de fútbol Las Fronteras, calle de Salvador Allende, s/n
- Campo de fútbol C.D. Juan Antonio Samaranch, calle de San Fernando, s/n
- Campos de fútbol José María Gutiérrez Hernández - Guti, calle de la Constitución, s/n
- Campos de fútbol C.D. Joaquín Blume, calle de Joaquín Blume, s/n
- Campos de fútbol 7 Florencia, calle de Florencia, s/n

En cuanto al fútbol sala, Torrejón cuenta con un importante equipo, el Torrejón Sala Five Play, actualmente en Segunda B nacional (tercera categoría nacional) y con un juvenil en División de Honor (máxima categoría juvenil), con una gran cantera así como una importante afición.
Torrejón dispone de unas buenas instalaciones entre las que destacan:
- Pabellón polideportivo Javier Limones en la C.D. Joaquín Blume.
- Pabellón polideportivo M-4 Sonia Abejón, calle de la Plata, s/n.
- Pabellón polideportivo Jorge Garbajosa (junto al centro comercial Parque Corredor) en el que juega como equipo local de fútbol sala el Inter Movistar (Inter Fútbol Sala).
- Pabellón polideportivo Nuria Fernández en la C.D. Joaquín Blume, cuenta con tres pistas de fútbol sala.
- Pabellón polideportivo José Antonio Paraíso.

La liga local de fútbol sala cuenta con más de 65 equipos que compiten en siete divisiones, esto supone más de setecientos jugadores de fútbol sala. Torrejón ha aportado una parte importante a la historia del fútbol sala nacional.
5 equipos han competido en la máxima categoría nacional Marsanz Torrejón con una Copa de Europa, 1 Liga y 2 Copas de España, Interviú disputó alguna liga en Torrejón aunque no es originario de Torrejón, Carnicer Torrejón que ha disputado la máxima categoría nacional durante 14 años disputando en varias ocasiones el play off por el título y varias Copas de España, el Redislogar Contransa, Rayo GRM y Rioja completan los equipos que disputaron la máxima categoría compitiendo en Torrejón.
Además de las instalaciones citadas, existen para otros deportes:
- C.D. Joaquín Blume: piscinas de verano, piscina cubierta, campo de rugby, pistas de baloncesto, voleibol, fútbol sala/balonmano, tenis, frontón, frontenis, un muro de escalada y una pista de atletismo (en mal estado), calle Joaquín Blume s/n
- C.D. Londres: piscina cubierta, circuito entrenamiento, gimnasio, pistas de pádel y hockey patines. calle Londres, 11
- C.D. Juncal: velódromo, pistas de tenis, pádel, baloncesto, voleibol y fútbol sala/balonmano. Está proyectada la construcción de un nuevo pabellón, calle Londres, 25
- CD Juan Antonio Samaranch: piscina cubierta, piscina de olas (verano), campo de fútbol y área de deportes de playa, calle San Fernando s/n
- CD José Antonio Paraíso: cuenta con un gimnasio y un gran pabellón polivalente
- Club de pádel La Solana Pádel, calle Tenerife, 4
- Club de pádel Soto Torrejón, avenida Jorge Oteiza, 3
- Pista de atletismo del Club Polideportivo Parque Cataluña: a pesar de ser privado, puede usarse con el ADM (Abono Deportivo Municipal)
- Área skating del parque del Ocio

### Música
En una España franquista todavía cerrada y reprimida, la instalación de la base área de Torrejón supuso una pequeña puerta abierta a la modernidad, especialmente a través de la radio. Gracias a Radio Torrejón, los madrileños empezaron a conocer y consumir productos culturales norteamericanos como el jazz, el rock y, más adelante, el hip-hop. La música fue el vehículo principal de la influencia americana, entrando por los oídos de jóvenes sedientos de modernidad.
Muchos músicos españoles encontraron en la base una fuente de inspiración y oportunidades. Grupos como Micky y los Tonys o Los Estudiantes comenzaron tocando versiones de artistas como Elvis o Ricky Nelson para entretener a los soldados en el Airmen’s Club de la base. Esa experiencia marcó el nacimiento del rock en España y se conectó directamente con la efervescente escena madrileña de los 60. A su vez, artistas estadounidenses que venían a actuar para los soldados también hacían paradas en locales de Madrid como el Whisky Jazz o el Bourbon Street, acercando aún más la cultura americana a la ciudad.
El influjo musical no se detuvo ahí. En los años 80, cuando el rap y el funk ya dominaban la escena afroamericana, jóvenes como Frank T o El Chojin, criados en Torrejón, comenzaron a empaparse de esos sonidos en discotecas como Stones, frecuentadas por americanos. Así, Torrejón se convirtió en una de las cunas del hip-hop español, junto con ciudades como Zaragoza o Sevilla, donde también había bases norteamericanas. La cercanía física con los estadounidenses facilitó una transmisión cultural directa, casi sin filtros.

### Medios de comunicación
Prensa
- El Comarcal (periódico del Corredor del Henares)
- El Telescopio Digital (diario digital de la Zona Este de Madrid)
- Revista Plaza Mayor
- Plaza Torrejón (revista municipal participativa)[28]
- 28850.es - La Voz de Torrejón (medio local impreso y digital)[29]
- Demás prensa nacional y regional

Radio
- &Radio (92.2 FM)[30]
- Onda Cero (Alcalá)
- SER Henares (rama de la Cadena SER)
- 40 Principales Madrid
- Kiss FM Madrid
- Radio Marca
- Europa FM (91.0FM) (Madrid) (87.5) (Alcalá)
- Demás cadenas nacionales

Televisión
- Henares TV, por Internet
- Deporteardoz.es, por Internet
- Las cadenas de televisión principales de la TDT, repetidor de Torrespaña

## Ciudades hermanadas
- Boyeros, Cuba[cita requerida]
- Condega, Nicaragua[cita requerida]
- Bir Ganduz, Sáhara Occidental[cita requerida]
- Vladivostok, Rusia[cita requerida]
- Compton, Estados Unidos[cita requerida]
- Atlanta, Estados Unidos[cita requerida]
- Elche, España[cita requerida]